# تاريخ الأمريكيين الأفارقة
تاريخ الأمريكيين الأفارقة هو جزء من التاريخ الأمريكي الذي ينظر في تاريخ الأمريكيين الأفارقة أو الأمريكيين السود في البلاد، يبدأ تاريخ الأمريكيين الأفارقة مع وصول العبيد الأوائل إلى المستعمرات الأوروبية، التي نشأت منها الولايات المتحدة عام 1776. وتُعتبر سنة 1619 بداية التاريخ المستمر للسود في الولايات المتحدة، عندما وصل 20 فردا من الأفارقة إلى مستعمرة فيرجينيا. لم يكن هؤلاء الأفراد مستعبدين بل خدمًا بعقود -أشخاص مرتبطون بصاحب عمل لعدد محدود من السنوات- مثل العديد من المستوطنين من أصل أوروبي (البيض)، وبدأ عددهم بالازدياد حيث كلما مات مستوطنون بيض من قسوة الظروف كان ذلك مدعاة لجلب عبيد أكثر وأكثر. بحلول ستينات القرن السادس عشر، جُلبت أعداد كبيرة من الأفارقة إلى المستعمرات الثلاث عشرة. في عام 1790 بلغ عدد السود حوالي 760.000 وكانوا يشكلون ما يقرب من خُمْسِ سكان الولايات المتحدة. وصل العبيد الأفارقة بأعداد كبيرة إلى البر الرئيسي لأمريكا الشمالية بعد ظهور اقتصاديات المزارع وتطور الزراعة في المستعمرات الجنوبية والتي كانت مربحة جدًا، لكن طلبها من العمالة لا يمكن تلبيته من العمال المحليين. بلغت التناقضات الاقتصادية والسياسية بين الولايات الشمالية، التي تخلت عن العبودية في العديد من الخطوات الفردية منذ عام 1776 وما بعده، والولايات الجنوبية التي احتفظت بها، ذروتها في الحرب الأهلية عام 1861. التي انتهت بهزيمة الولايات الجنوبية التي سمحت بالرق. تبع تحرير جميع العبيد المتبقين في عام 1865.
في البداية لم يؤد إلغاء تجارة الرقيق والرق إلى أي مساواة قانونية أو حتى واقعية للأمريكيين الأفارقة في الولايات الشمالية أو الجنوبية. من أواخر القرن التاسع عشر إلى ستينات القرن العشرين، كان لدى الولايات المتحدة نظام شامل للفصل العنصري وضع الأمريكيين الأفارقة في وضع غير مناسب مقارنة بالبيض في جميع مجالات الحياة تقريبًا. لا يمكن تحقيق التغييرات الأساسية -إلغاء الفصل والمساواة القانونية- إلا من قبل الأقلية الأفروأمريكية في حركة الحقوق المدنية التي نشأت في منتصف خمسينات القرن العشرين. كان لدى الأمريكيين الأفارقة العديد من المشاكل، لا سيما مساوؤهم في الأعمال التجارية والتعليم، وتمييزهم في الحياة اليومية ومع ذلك استمرت أيديولوجية تفوق البيض وما زالت تشغل بال المجتمع الأمريكي اليوم.
عانى الأفارقة من العزل العنصري والتمييز في جميع نواحي الحياة سواءًا الدينية أو الاجتماعية أو العسكرية وحتى التعليمية، واتخذ العزل العنصري شكلين، الشكل القانوني الذي يفرض العزل بين الأعراق بموجب القانون، وهو الشكل الذي فرضته قوانين العبيد قبل الحرب الأهلية وقوانين السود وقوانين جيم كرو في أعقاب الحرب. حُظر العزل القانوني بموجب قانون الحقوق المدنية لعام 1964، وقانون حقوق التصويت لعام 1965، وقانون الإسكان العادل لعام 1968. والشكل الثاني هو العزل العنصري الواقعي وهو عزل لا يخضع لحكم القانون. استمر وجود العزل العنصري الواقعي اليوم في مجالات شتى مثل العزل العنصري السكني والعزل العنصري المدرسي نتيجة السلوك المعاصر والإرث التاريخي الذين تركهما العزل العنصري القانوني.
مع ظهور حركات الحقوق المدنية التي بزغت جذورها في عصر إعادة الإعمار أواخرَ القرن التاسع عشر، ونشأت في منتصف خمسينات القرن العشرين وبداية مطالبة الأفارقة بحقوقهم في المساواة وعدم تمييزهم على أساس العرق أو اللون، بدأ السود في الحصول على مكاسب من خلال المظاهرات والتجمعات والمنتديات والمؤتمرات التي أقاموها لإنهاء الفصل العنصري وهو ما تحقق بدايةً بقانون حق التصويت لعام 1965 الذي أقرّه الرئيس ليندون جونسون خلال فترة حركة الحقوق المدنية الأمريكية في 6 أغسطس، 1965، وهو القانون الذي جاء تتمةً لقانون تحرير العبيد الذي أقرّه الرئيس أبراهام لينكون في 1 يناير 1863، وانخرط كثير منهم في السلك السياسي والدبلوماسي ودخلوا في جميع الميادين كالرياضة والسينما والجامعات وبرز منهم علماء وفنانون ورياضيون. قطع السود خطوات كبيرة في حقبة ما بعد الحقوق المدنية، فقد ترشّح السياسي الأمريكي الأفريقي جيسي جاكسون في انتخابات الرئاسة الديمقراطية في عام 1984 وعام 1988. وفي عام 1989 أصبح دوجلاس وايلدر أول حاكم أمريكي الأفارقة منتخب في تاريخ الولايات المتحدة. في عام 1992 أصبحت كارول براون من إلينوي أول امرأة سوداء تنتخب لعضوية مجلس الشيوخ الأمريكي. وشكل أعضاء الكونغرس الأمريكيون الأفارقة وعددهم 39 عضوًا كتلة الكونجرس السوداء والتي تعمل كتلةً سياسيةً للقضايا المتعلقة بالأمريكيين الأفارقة. عُيّن السود في المناصب الفيدرالية العليا مثل الجنرال كولن باول، رئيس هيئة الأركان المشتركة للقوات المسلحة الأمريكية، 1989-1993، وزير خارجية الولايات المتحدة، 2001-2005؛ وكوندوليزا رايس، مساعدة الرئيس لشؤون الأمن القومي، 2001-2004، وزيرة الخارجية، 2005-2009؛ ورون براون، وزير التجارة الأمريكي، 1993-1996؛ وقضاة المحكمة العليا ثورغود مارشال وكلارنس توماس. وأعلى ما حصل عليه السود سياسيا هو انتصار باراك أوباما في انتخابات عام 2008 ليكون الرئيس الرابع والأربعين للولايات المتحدة الأمريكية من 20 يناير 2009 وحتى 20 يناير 2017، وأول رئيس من أصول أفريقية يصل للبيت الأبيض.

## الاستعباد

### الأصول الأفريقية
غالبية الأمريكيين الأفارقة هم من نسل أفارقةٍ أُجبروا على العبودية بعد أسرِهم خلالَ الحروب أو الغارات الأفريقية، اشتراهم تجار العبيد وأحضروهم إلى أمريكا ضمن تجارة الرقيق عبر المحيط الأطلسي. ينحدرُ الأمريكيون الأفارقة من مجموعات عرقية مختلفة، ومعظمهم من المجموعات العرقية التي عاشت في غرب ووسط أفريقيا، بما في ذلك منطقة الساحل. وينحدر عدد أقل من الأمريكيين الأفارقة من مجموعات عرقية عاشت في شرق وجنوب شرق أفريقيا. ينتمي الأفارقة المستَعبدون إلى المجموعات العرقية الرئيسية التي شملت الهوسا والباكونغو والإيغبو والماندي والولوف والأكانيين والفون واليوروبا وشعب ماكوا، ضمن مجموعات أخرى كثيرة. على الرغم من أن هذه المجموعات المختلفة اختلفت في العادات والدين واللغة، إلا أن القاسم المشترك بينها هو أسلوب حياةٍ يختلف عن الأوروبيين. في الأصل، جاء غالبية عبيد المستقبل من هذه القرى والمجتمعات، ومع ذلك، بمجرد إرسالهم إلى الأمريكتين واستعبادهم، فُرِضت عليهم معاييرٌ ومعتقداتٌ أوروبية، مما دفعهم إلى التخلّص من الاختلافات القبلية وصياغة تاريخ وثقافة جديدين كانا بمثابة تجسيد لماضيهم المشترك وحاضرهم وثقافتهم الأوروبية. كان العبيد الذين ينتمون إلى مجموعات عرقية أفريقية معينة أكثر طلبًا وأصبحوا مهيمنين من حيث العدد أكثر من العبيد الذين ينتمون إلى مجموعات عرقية أفريقية أخرى في مناطق معينة مما أصبح فيما بعد الولايات المتحدة.

#### مناطق أفريقيا
كشفت دراسات الوثائق المعاصرة عن سبع مناطق بِيع منها الأفارقة أو أُخذوا منها أثناء تجارة الرقيق في المحيط الأطلسي:
- سنغامبيا، التي تشمل الساحل من نهر السنغال إلى نهر كازامانس، حيث بِيعَ الأفارقة في مناطق بعيدة مثل وادي نهر النيجر العلوي والأوسط.
- تضم منطقة سيراليون أراضي تمتد من كازامانس إلى أسيني في البلدان الحديثة مثل غينيا بيساو وغينيا وسيراليون وليبيريا وساحل العاج.
- تتكون منطقة جولد كوست من غانا الحديثة بشكل رئيسي.
- امتدت منطقة خليج بنين من نهر فولتا إلى نهر بنوي في توغو الحديثة وبنين وجنوب غرب نيجيريا.
- امتدّ خليج بيافرا من جنوب شرق نيجيريا عبر الكاميرون إلى الغابون.
- وتضم منطقة غرب وسط أفريقيا، وهي أكبر منطقة، الكونغو وأنغولا.
- شرق وجنوب شرق أفريقيا، منطقة موزمبيق ومدغشقر تضم البلدان الحديثة من موزمبيق وأجزاء من تنزانيا ومدغشقر.[4]

كان غرب أفريقيا أكبر مصدر للعبيد الذين نُقِلوا عبر المحيط الأطلسي إلى العالم الجديد. كان بعض سكان غرب أفريقيا من عمال الحديد المهرة، وكانوا قادرين على صنع الأدوات التي تساعد في عملهم الزراعي. بينما كان هناك العديد من القبائل الفريدة التي لها عاداتها ودياناتها الخاصة، بحلول القرن العاشر، اعتنقت قبائلُ عديدة الإسلامَ. وازدهرت تلك القرى في غرب أفريقيا التي كانت محظوظة بما يكفي لتكون في ظروف جيدة للنمو والنجاح. كما ساهموا في نجاحهم في تجارة الرقيق.
الأصول والنسب المئوية للأمريكيين الأفارقة الذين جُلِبوا إلى المستعمرات الثلاثة عشر ولويزيانا الفرنسية ولويزيانا الإسبانية (1700-1820):
| المنطقة         | النسبة المئوية |
| --------------- | -------------- |
| غرب وسط أفريقيا | %26.1          |
| خليج بيافرا     | %24.4          |
| سيراليون        | %15.8          |
| سينيجامبيا      | %14.5          |
| الساحل الذهبي   | %13.1          |
| خليج بنين       | %4.3           |
| موزمبيق ومدغشقر | %1.8           |
| المجموع         | %100.0         |

### الممر الأوسط
كان في أمريكا أشخاص من أصل أفريقي قبل تجارة الرقيق عبر المحيط الأطلسي. كان عدد قليل من البلدان في أفريقيا يشتري ويبيع ويتاجر بالأفارقة المستعبدين الآخرين، الذين كانوا في الغالب أسرى حرب، مع الأوروبيين. يشتهر شعب مالي وبنين بالمشاركة في حالة بيع أسرى الحرب وغيرهم من الأشخاص غير المرغوب فيهم كعبيد.

### ظروف نقل العبيد
وصف أولوداه اكيوانو في مذكراته عملية نقل العبيد إلى المستعمرات ووجودهم على السفن بأنها تجربة مروعة. فُصِل الأفارقة المستعبدون عن عائلاتهم قبل فترة طويلة من صعودهم على متن السفن. بمجرد صعودهم على متن السفن، فُصِل الأسرى حسب الجنس. تحت سطح السفينة، كان الأفارقة المستعبدون كثيرين ولم يكن لديهم مساحة كافية للتجول بحرية. حُبِس الذكور المستعبدون عمومًا في عنبر السفينة، حيث عانوا من كثرتهم وصِغَرِ مكان الحبس. كان الأسرى المتمركزون على الأرض أسفل أسرّة منخفضة بالكاد قادرين على التحرك وقضوا جزءًا كبيرًا من الرحلة المعلقة على ألواح الأرضية، والتي يمكن، بمرور الوقت، أن تتلف جلد مرفقيهم حتى العظام. بسبب نقص النظافة الأساسية، انتشرت أمراض سوء التغذية والجفاف بشكل كبير وكان الموت شائعًا.
غالبًا ما تعرضت النساء على متن السفن للاغتصاب من قبل أفراد الطاقم. غالبًا ما كانت النساء والأطفال يُعزلون في غرف منفصلة عن مكان الحجز الرئيسي. وقد منح هذا رجال الطاقم سهولة الوصول إلى النساء والتي كانت تعتبر في كثير من الأحيان واحدة من امتيازات النظام التجاري. لم توفر هذه الغرف للطاقم وصولاً سهلاً إلى النساء فحسب، بل أعطت النساء المستعبدات وصولاً أفضل إلى المعلومات المتعلقة بطاقم السفينة، والتحصينات، والروتين اليومي، ولكن فرصة ضئيلة لإبلاغ الرجال المحاصرين في عنبر السفينة بذلك. على سبيل المثال، حرضت النساء على تمرد عام 1797 على متن سفينة الرقيق توماس من خلال سرقة الأسلحة وتمريرها إلى الرجال في الأسفل بالإضافة إلى الانخراط في قتال يدوي مع طاقم السفينة.
في خضم هذه الظروف الرهيبة، تآمر الأفارقة المستعبدون على التمرد. كان الذكور المستعبدين هم المرشحون الأكثر احتمالا للتمرد وفقط في بعض الأوقات كانوا على ظهر السفينة. في حين أن الثورات لم تحدث في كثير من الأحيان، إلا أنها كانت عادة غير ناجحة. من أجل إبقاء أفراد الطاقم على الأفارقة المستعبدين تحت السيطرة ومنع التمردات المستقبلية، كان عدد الطواقم في كثير من الأحيان ضعف العدد وكان الأعضاء يغرسون الخوف في نفوس الأفارقة المستعبدين من خلال الوحشية والعقوبات القاسية. من وقت الاستيلاء على أفريقيا حتى الوصول إلى مزارع السادة الأوروبيين، يستغرق الأمر ستة أشهر في المتوسط. كان الأفارقة معزولين تمامًا عن عائلاتهم ومنزلهم وحياتهم المجتمعية. وقد أجبروا على التكيف مع طريقة جديدة للحياة.

## التاريخ الأمريكي الأفريقي المبكر

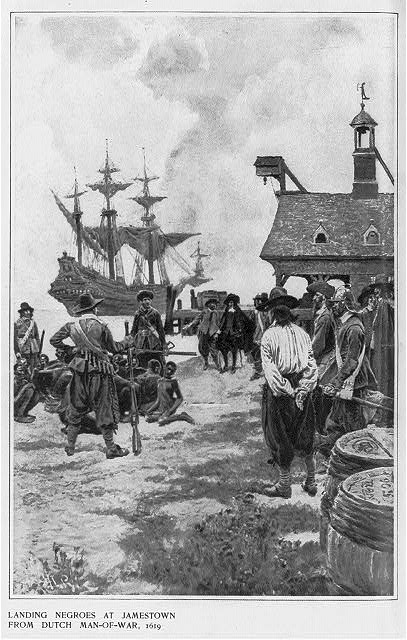
"هبوط الزنوج في جيمستاون من رجل الحرب الهولندي، 1619"، 1901.

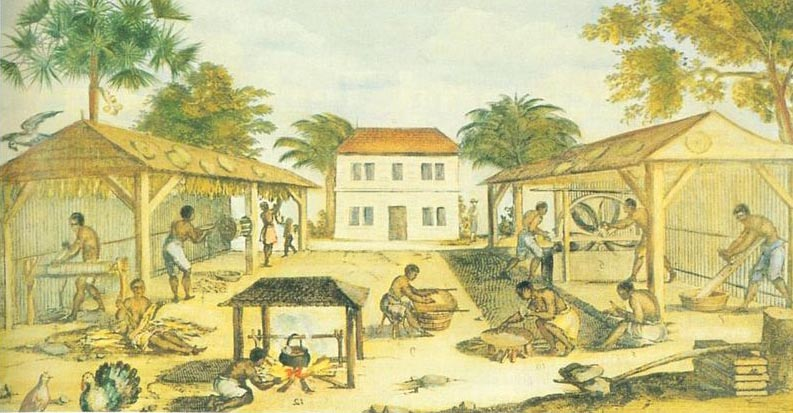
"عبيد يعملون في فرجينيا القرن السابع عشر"، لفنان غير معروف، 1670.

ساعد الأفارقةُ الإسبانَ والبرتغاليين خلال استكشافهم المبكر للأمريكتين. في القرن السادس عشر، استقر بعض المستكشفين السود في وادي المسيسيبي وفي المناطق التي أصبحت كارولينا الجنوبية ونيو مكسيكو. كان المستكشف الأسود الأكثر شهرة في الأمريكتين هو إستيبان، الذي سافر عبر الجنوب الغربي في ثلاثينات القرن الخامس عشر. بدأ التاريخ المستمر للسود في الولايات المتحدة في عام 1619، عند وصول «عشرين غريبًا» من الأفارقة في مستعمرة فيرجينيا. لم يكن هؤلاء الأفراد مستعبدين بل خدمًا بعقود -أشخاص مرتبطون بصاحب عمل لعدد محدود من السنوات- مثل العديد من المستوطنين من أصل أوروبي (البيض). بحلول ستينات القرن السادس عشر، جُلبت أعداد كبيرة من الأفارقة إلى المستعمرات الثلاثة عشر. في عام 1790 بلغ عدد السود حوالي 760.000 وكانوا يشكلون ما يقرب من خمس سكان الولايات المتحدة.
في عام 1619، أُحضِر أول الأفارقة المستعبدين إلى بوينت كومفورت على متن سفينة عبيد هولندية، اليوم حصن مونرو في هامبتون، فيرجينيا، على بعد 30 ميلاً من جيمستاون، فيرجينيا. خُطِفوا من قبل تجار الرقيق البرتغاليين. عامل المستوطنون في فيرجينيا هؤلاء الأسرى كخدم بعقود وأطلقوا سراحهم بعد عدة سنوات. استُبدِلت هذه الممارسة تدريجياً بنظام العبودية المتبعة في منطقة البحر الكاريبي. عندما تحرَّر الخدمُ أصبحوا منافسين على الموارد. بالإضافة إلى ذلك، كان لا بد من استبدال الخدم المفرج عنهم.
إلى جانب الطبيعة التي لا تزال غامضة للوضع الاجتماعي للسود وصعوبة استخدام أي مجموعة أخرى من الناس كخدم قسريين، أدى إلى إنزال السود في العبودية. كانت ماساتشوستس أول مستعمرة شرعت العبودية في عام 1641. حذت المستعمرات الأخرى حذوها من خلال تمرير القوانين التي تمرر العبودية لأبناء العبيد وجعل العبيد المستوردين من غير المسيحيين عبيدًا مدى الحياة.
وصل الأفارقة أول مرة في عام 1619، عندما باعت سفينة هولندية 19 شخصًا أسودًا للمستوطنين من فيرجينيا في بوينت كومفورت (حاليًا حصن مونرو)، على بعد ثلاثين ميلًا من جيمستاون، فيرجينيا. إجمالاً، نُقِل حوالي 10-12 مليون أفريقي إلى نصف الكرة الغربي. جاءت الغالبية العظمى من هؤلاء الأشخاص من ذلك الجزء من الساحل الغربي الأفريقي الممتد من السنغال الحالية إلى أنغولا. جاءت نسبة صغيرة من مدغشقر وشرق أفريقيا. فقط 5% (حوالي 500.000) ذهبوا إلى المستعمرات الأمريكية. ذهبت الغالبية العظمى إلى جزر الهند الغربية والبرازيل، حيث ماتوا بسرعة. كانت الظروف الديموغرافية مواتية للغاية في المستعمرات الأمريكية، حيث كانت هناك أمراض أقل، ومزيد من الطعام، وبعض الرعاية الطبية، وأعباء عمل أخف مما كانت عليه في حقول السكر.
في البداية كان عدد الأفارقة في الجنوب يفوق عدد الخدم البيض المتعاقد معهم والذين جاءوا طواعية من أوروبا. تجنبوا المزارع. مع الكم الهائل من الأراضي الجيدة ونقص العمال، تحول أصحاب المزارع إلى استعباد مدى الحياة للشعوب الأفريقية الذين عملوا من أجل بقائهم ولكنهم لم يتلقوا أجورًا ولم يتمكنوا من الهروب بسهولة. كان للأفارقة المستعبدين بعض الحقوق القانونية (كانت جريمة قتل شخص مستعبد، وشُنق عدد قليل من البيض بسبب ذلك). بشكل عام، طور الأفارقة المستعبدون نظامًا عائليًّا خاصًا بهم ودينهم وعاداتهم في أحياء العبيد مع تدخل ضئيل من المالكين، الذين كانوا مهتمين فقط بمخرجات العمل. قبل ستينات القرن السادس عشر، كانت مستعمرات البر الرئيسي لأمريكا الشمالية تتوسع، لكنها كانت لا تزال صغيرة الحجم إلى حد ما ولم يكن لديها طلب كبير على العمالة، لذلك لم يستورد المستعمرون أعدادًا كبيرة من الأفارقة المستعبدين في هذه المرحلة.

### السكان السود في القرن الثامن عشر
بحلول عام 1700، كان هناك 25,000 من السود المستعبدين في مستعمرات البر الرئيسي لأمريكا الشمالية، أي حوالي 10% من السكان. سُحِن بعض السود المستعبدين مباشرة من أفريقيا (كان معظمهم من عام 1518 إلى خمسينات القرن التاسع عشر)، ولكن في البداية، في المراحل المبكرة جدًا من الاستعمار الأوروبي لأمريكا الشمالية، شُحِنوا من حين لآخر عبر جزر الهند الغربية في شحنات صغيرة بعد قضاء الوقت في العمل على الجزر. في الوقت نفسه، كان العديد منهم من مواليد البلاد لأنهم ولدوا في البر الرئيسي لأمريكا الشمالية. أصبح وضعهم القانوني الآن واضحًا: لقد استُعبِدوا مدى الحياة وكذلك أطفال الأمهات المستعبدات. عندما بدأ المستعمرون البيض بالمطالبة بمزيد من الأراضي وتطهيرها من أجل الزراعة على نطاق واسع وبناء المزارع، بدأ عدد الأفارقة المستعبدين القادمين مباشرة من أفريقيا في الزيادة بسرعة من الستينات إلى القرن الثامن عشر وما بعد ذلك، منذ تجارة العبيد. كان الأشخاص الذين أتوا من جزر الهند الغربية أصغر من أن يتمكنوا من تلبية الطلب الهائل على سوق العبيد في أمريكا الشمالية سريع النمو. بالإضافة إلى ذلك، لم يعد معظم مشتري العبيد في أمريكا الشمالية يرغبون في شراء الأشخاص المستعبدين الذين كانوا يأتون من جزر الهند الغربية، أصبحوا الآن إما يصعب الحصول عليهم، أو باهظي الثمن، أو غير مرغوب فيهم، أو في كثير من الأحيان، كانوا منهكين من نواح كثيرة من قبل النظام الوحشي الذي كان قائماً في مزارع السُّكّر بالجزيرة. بحلول نهاية القرن السابع عشر، أدت التغييرات الجذرية في قوانين الضرائب الاستعمارية، وإلغاء التاج البريطاني للاحتكارات التي كانت قد مُنحت في وقت سابق لعدد قليل جدًا من شركات تجارة الرقيق مثل شركة رويال أفريكان، إلى جعل الحصول على عبيد قادمين مباشرة من أفريقيا أسهل بكثير من الآخرين. ونتيجة لذلك، أصبح الأفارقة المستوردون حديثًا، والأقوياء، والأصحاء، في متناول الجميع، وأرخص في السعر، ومتاحين بأعداد كبيرة بسهولة أكبر لمشتري العبيد في أمريكا الشمالية، الذين فضلوا شرائهم حتى لو كانوا كذلك. ذهول لفترة من الوقت واحتاج إلى وقت للتكيف مع حياة عبودية جديدة في مزرعة. من حوالي 1700 إلى 1859، جاء غالبية المستعبدين الذين أُحضِروا إلى البر الرئيسي لأمريكا الشمالية مباشرة من أفريقيا في شحنات ضخمة كانت في أمس الحاجة إليها من أجل سد الارتفاع الهائل في الطلب على العمالة الثقيلة المطلوبة للعمل في التوسع المستمر في مزارع في المستعمرات الجنوبية (التي أصبحت فيما بعد جزءًا من الولايات المتحدة الحالية)، حيث يتجه معظم المستعبدين إلى فرجينيا وكارولينا الجنوبية وجورجيا وفلوريدا ولويزيانا الفرنسية أو الإسبانية. على عكس المستعمرات في الجنوب، تطورت المستعمرات الشمالية إلى مجتمعات أكثر حضرية وصناعية، واعتمدوا بدرجة أقل على الزراعة كمصدر رئيسي للبقاء والنمو للاقتصاد، لذلك لم يستوردوا العديد من الأفارقة المستعبدين، وظل عدد السكان السود الذين عاشوا هناك منخفضا إلى حد ما لفترة طويلة جدًا. ومع ذلك، كان لدى المدن الشمالية الكبرى مثل نيويورك وفيلادلفيا وبوسطن عدد كبير نسبيًا من السكان السود (سواء كانوا مستعبدين أو أحرارًا) لمعظم الفترة الاستعمارية وما بعدها.
منذ خمسينات القرن الثامن عشر، بدأ عدد المستعبدين الأمريكيين المنحدرين من أصل أفريقي يفوق عدد المستعبدين المولودين في أفريقيا. بحلول وقت الثورة الأمريكية، بدأ عدد قليل من الولايات الشمالية في التفكير في إلغاء العبودية. أنتجت بعض الولايات الجنوبية، مثل فرجينيا، مثل هذا العدد الكبير من السكان السود المستعبدين المولودين محليًا من خلال الزيادة الطبيعية لدرجة أنهم توقفوا عن أخذ الواردات غير المباشرة للأفارقة المستعبدين تمامًا. ومع ذلك، لا تزال الولايات الجنوبية الأخرى، مثل جورجيا وكارولينا الجنوبية، تعتمد على الإمدادات الجديدة والمستمرة من العمالة المستعبدة لمواكبة الطلب عليها، والتي رافقت اقتصادات المزارع المزدهرة. استمرت هذه الدول في السماح بالاستيراد المباشر للأفارقة المستعبدين حتى عام 1808، ولم تتوقف إلا بضع سنوات في سبعينات القرن الثامن عشر بسبب الهدوء المؤقت في التجارة الذي أحدثته حرب الاستقلال الأمريكية. كفل الاستيراد المباشر المستمر للأفارقة المستعبدين أن يظل عدد السكان السود في كارولينا الجنوبية مرتفعًا للغاية في معظم القرن الثامن عشر، حيث فاق عدد السود عدد البيض بنسبة ثلاثة إلى واحد. في المقابل، حافظت فرجينيا على أغلبية بيضاء على الرغم من عدد السكان السود المستعبدين. قيل أنه في القرن الثامن عشر، كانت مستعمرة كارولينا الجنوبية تشبه «امتدادًا لغرب أفريقيا». توقفت جميع عمليات الاستيراد القانوني والمباشر للأفارقة المستعبدين بحلول عام 1808، عندما حظرت الولايات المتحدة التي تشكلت حديثًا في النهاية مواطنيها من المشاركة في تجارة الرقيق الدولية تمامًا بموجب القانون. على الرغم من الحظر، كانت الشحنات الصغيرة إلى المتوسطة للأفارقة المستعبدين تُشحن من حين لآخر وبشكل غير قانوني إلى الولايات المتحدة مباشرة من أفريقيا لسنوات عديدة، حتى أواخر عام 1859.
ظهرت ببطء أعداد من السود الأحرار، تتركز في المدن الساحلية على طول ساحل المحيط الأطلسي من تشارلستون إلى بوسطن. كان المستعبدون الذين يعيشون في المدن والبلدات يتمتعون بامتيازات أكثر من المستعبدين الذين يعيشون في مناطق أخرى، لكن الغالبية العظمى من المستعبدين كانوا يعيشون في مزارع التبغ أو الأرز الجنوبية، عادةً في مجموعات من عشرين فردًا أو أكثر. أصبح أصحاب المزارع الأثرياء معتمدين على العبودية لدرجة أنهم دمروا الطبقة الدنيا الخاصة بهم.
كان أخطر تمرد للعبيد هو انتفاضة ستونو عام 1739 في ساوث كارولينا. كان في المستعمرة حوالي 56,000 مستعبد، فاق عددهم عدد البيض بمقدار الضعف. انتفض حوالي 150 مستعبدًا واستولوا على أسلحة وذخائر لقتل عشرين من البيض قبل التوجه إلى فلوريدا الإسبانية. سرعان ما اعترضت الميليشيا المحلية وقتلت معظم المستعبدين المتورطين في الانتفاضة.
في هذا الوقت، كانت العبودية موجودة في جميع المستعمرات الأمريكية. في الشمال، 2% من الناس يملكون عبيداً، معظمهم خدم شخصيون. في الجنوب، كان 25% من السكان يعتمدون على عمل العبيد. عادة ما تتخذ العبودية الجنوبية شكل أيدي ميدانية تعيش وتعمل في المزارع. تُظهر هذه الإحصائيات الخلل المبكر الذي من شأنه أن يقلب الميزان في النهاية ويخلص الولايات المتحدة من العبودية.

## الثورة وأمريكا المبكرة
كان النصف الأخير من القرن الثامن عشر فترة اضطراب سياسي في الولايات المتحدة. في خضم الصيحات المطالبة بالاستقلال عن الحكم البريطاني، أشار الناس إلى النفاق الواضح لأصحاب العبيد الذين يطالبون بالحرية. إعلان الاستقلال، وثيقة من شأنها أن تصبح بيانًا لحقوق الإنسان والحرية الشخصية، كتبها توماس جيفرسون، الذي كان يمتلك أكثر من 200 مستعبد. كان رجال الدولة الجنوبيون الآخرون أيضًا من كبار مالكي العبيد. لقد نظر الكونغرس القاري الثاني في تحرير العبيد للمساعدة في المجهود الحربي. أزالوا اللغة من إعلان الاستقلال التي تضمنت تعزيز العبودية بين جرائم الملك جورج الثالث. قدم عدد من السود الأحرار، أبرزهم برنس هول -مؤسس قاعة الأمير الماسونية- التماسات لإنهاء العبودية. لكن هذه الالتماسات أهمِلت.
هذا لم يردع السود الأحرار والمستعبدين عن المشاركة في الثورة. كان كريسبوس أتوكس، وهو تاجر أسود حر، أول ضحية لمذبحة بوسطن وحرب الاستقلال الأمريكية التي تلت ذلك. قاتل 5000 شخص أسود، بمن فيهم برنس هول، في الجيش القاري. قاتل الكثيرون جنبًا إلى جنب مع الجنود البيض في معارك ليكسينغتون وكونكورد وفي معركة بانكر هيل. ولكن عندما تولى جورج واشنطن القيادة عام 1775، منع أي تجنيد آخر للسود.
ساعد ما يقرب من 5000 رجل أمريكي من أصل أفريقي حر المستعمرين الأمريكيين في نضالهم من أجل الحرية. أحد هؤلاء الرجال، أغريبا هال، قاتَلَ في الثورة الأمريكية أكثر من ست سنوات. حارب هو والجنود الأفارقة الأمريكيون الآخرون من أجل تحسين آراء البيض عنهم وتعزيز معركتهم من أجل الحرية.
على النقيض من ذلك، عرض البريطانيون والموالون التحرر على أي شخص مستعبد يمتلكه باتريوت كان على استعداد للانضمام إلى القوات الموالية. قام اللورد دنمور، حاكم ولاية فرجينيا، بتجنيد 300 رجل أمريكي من أصل أفريقي في كتيبه الإثيوبي في غضون شهر من إصدار هذا الإعلان. في ولاية كارولينا الجنوبية، هرب 25000 مستعبد، أي أكثر من ربع المجموع، للانضمام إلى البريطانيين والقتال معهم، أو فروا من أجل الحرية في ضجة الحرب. كما هرب الآلاف من العبيد في جورجيا وفيرجينيا، وكذلك نيو إنجلاند ونيويورك. من بين الأمريكيين الأفارقة المعروفين الذين قاتلوا مع البريطانيين الكولونيل تاي وبوسطن كينغ.
انتصر الأمريكيون في نهاية المطاف في الحرب. في المعاهدة المؤقتة، طالبوا بإعادة الممتلكات، بما في ذلك العبيد. ومع ذلك، ساعد البريطانيون ما يصل إلى 3000 من الأمريكيين الأفارقة الموثقين على مغادرة البلاد إلى نوفا سكوتيا وجامايكا وبريطانيا بدلاً من إعادتهم إلى العبودية.
كان توماس بيترز أحد الأعداد الكبيرة من الأمريكيين الأفارقة الذين قاتلوا مع البريطانيين. وُلد بيترز في نيجيريا الحالية وينتمي إلى قبيلة اليوروبا، وانتهى به الأمر بالقبض عليه وبيعه كعبد في لويزيانا الفرنسية. بِيعَ مرة أخرى، واستُعبِدَ في كارولاينا الشمالية وهرب من مزرعة سيده من أجل الحصول على وعد اللورد دنمور بالحرية. قاتل بيترز مع البريطانيين طوال الحرب. عندما انتهت الحرب أخيرًا، نُقل هو والأمريكيون الأفارقة الآخرون الذين قاتلوا في الجانب الخاسر إلى نوفا سكوشا. هنا، واجهوا صعوبة في زراعة قطع الأراضي الصغيرة التي مُنحت لهم. كما أنهم لم يتلقوا نفس الامتيازات والفرص التي حصل عليها الموالون البيض. أبحر بيترز إلى لندن من أجل تقديم شكوى للحكومة. «لقد وصل في وقت بالغ الأهمية عندما كان المدافعون عن إلغاء عقوبة الإعدام في إنجلترا يدفعون من خلال البرلمان بمشروع قانون لاستئجار شركة سيراليون ومنحها حقوق التجارة والاستيطان على ساحل غرب أفريقيا». غادر بيترز والأمريكيون الأفارقة الآخرون في نوفا سكوشا إلى سيراليون عام 1792. توفي بيترز بعد وقت قصير من وصولهم، لكن الأعضاء الآخرين في حزبه عاشوا في منزلهم الجديد.
سعى المؤتمر الدستوري لعام 1787 إلى تحديد الأساس لحكومة الولايات المتحدة الأمريكية المشكلة حديثًا. حدد الدستور مُثل الحرية والمساواة مع النص على استمرار مؤسسة العبودية من خلال شرط العبيد الهاربين وتسوية الثلاثة أخماس. بالإضافة إلى ذلك، قُيّدتْ حقوق السود الحرة أيضًا في العديد من الأماكن. حُرم معظمهم من حق التصويت واستُبعدوا من المدارس العامة. سعى بعض السود لمحاربة هذه التناقضات في المحكمة. في عام 1780، استخدمت إليزابيث فريمان وكوك ووكر لغة من دستور ماساتشوستس الجديد الذي أعلن أن جميع الرجال قد ولدوا أحرارًا ومتساوين في دعاوى الحرية للحصول على تحرير من العبودية. سعى رجل أعمال أسود حر في بوسطن يُدعى بول كاف إلى الإعفاء من دفع الضرائب لأنه لا يملك حقوق التصويت.
في الولايات الشمالية، ساعدت الروح الثورية الأمريكيين من أصل أفريقي. ابتداءً من الخمسينات من القرن الثامن عشر، كان هناك شعور واسع النطاق أثناء الثورة الأمريكية بأن العبودية كانت شرًا اجتماعيًا (للبلد ككل وللبيض) يجب إلغاؤه في النهاية. أصدرت جميع الولايات الشمالية قوانين التحرر بين عامي 1780 و1804. تم ترتيب معظم هؤلاء من أجل التحرر التدريجي ووضع خاص للمحررين، لذلك كان لا يزال هناك عشرات «المتدربين الدائمين» في القرن التاسع عشر. في عام 1787 أصدر الكونجرس مرسوم الشمال الغربي وحظر العبودية في الإقليم الشمالي الغربي الكبير. في عام 1790، كان هناك أكثر من 59000 من السود في الولايات المتحدة. بحلول عام 1810، ارتفع هذا العدد إلى 186446. كان معظم هؤلاء في الشمال، لكن المشاعر الثورية حفزت أيضًا مالكي العبيد الجنوبيين.
لمدة 20 عامًا بعد الثورة، قام المزيد من الجنوبيين أيضًا بتحرير العبيد، أحيانًا عن طريق العتق أو بإرادة تُنفَّذُ بعد وفاة صاحب العبيد. في الجنوب الأعلى، ارتفعت نسبة السود الأحرار من حوالي 1% قبل الثورة إلى أكثر من 10% بحلول عام 1810. عمل الكويكرز والمورافيون على إقناع مالكي العبيد بتحرير العائلات. في ولاية فرجينيا، ارتفع عدد الأشخاص السود الأحرار من 10000 في عام 1790 إلى ما يقرب من 30 ألفًا في عام 1810، لكن 95% من السود ما زالوا مستعبدين. في ولاية ديلاوير، كان ثلاثة أرباع جميع السود أحرارًا بحلول عام 1810. بحلول عام 1860، كان ما يزيد قليلاً عن 91% من السود في ديلاوير أحرارًا، و49.1% من سكان ماريلاند.
من بين الرجال الأحرار الناجحين كان بنجامين بانكر، عالم فلك من ولاية ماريلاند، وعالم رياضيات، ومؤلف تقويم، ومساح، ومزارع، والذي ساعد في عام 1791 في المسح الأولي لحدود مقاطعة كولومبيا المستقبلية. على الرغم من تحديات العيش في البلد الجديد، كان أداء معظم السود الأحرار أفضل بكثير من ما يقرب من 800000 من السود المستعبدين. ومع ذلك، اعتبر الكثيرون الهجرة إلى أفريقيا.

## الدين
بحلول عام 1800 انضم عدد صغير من العبيد إلى الكنائس المسيحية. أنشأ السود الأحرار في الشمال شبكاتهم الخاصة من الكنائس، وفي الجنوب جلس العبيد في صالات العرض العلوية للكنائس البيضاء. كانت الكنيسة السوداء محورية في نمو المجتمع بين السود، وعادة ما تكون أول مؤسسة مجتمعية تُنشأ في المجتمع. كانت الكنيسة السوداء تعبيرًا عن المجتمع والروحانية الأمريكية الأفريقية الفريدة، ورد فعل على التمييز. عملت الكنائس أيضًا كمراكز أحياء حيث يمكن للسود الأحرار الاحتفال بتراثهم الأفريقي دون تدخل من المنتقدين البيض. كانت الكنيسة أيضًا بمثابة مركز للتعليم. بما أن الكنيسة كانت جزءًا من المجتمع وأرادت توفير التعليم؛ لقد قامت بتعليم السود المحررين والمستعبدين. سعيًا للحكم الذاتي، أسس بعض السود مثل الأسقف ريتشارد ألين طوائف سوداء منفصلة.
أطلق على الصحوة الكبرى الثانية (1800-1830) «الحدث المركزي والمحدّد في تطور المسيحية الأفرو.» 

## فترة ما قبل الحرب
مع نمو الولايات المتحدة، أصبحت مؤسسة العبودية أكثر رسوخًا في الولايات الجنوبية، بينما بدأت الولايات الشمالية في إلغائها. كانت ولاية بنسلفانيا الأولى، في عام 1780 مُرِّرَ قانون للإلغاء التدريجي.
استمر عدد من الأحداث في تشكيل وجهات النظر حول العبودية. إحدى هذه الأحداث كانت ثورة هايتي، التي كانت ثورة العبيد الوحيدة التي أدت إلى دولة مستقلة. فر العديد من مالكي العبيد إلى الولايات المتحدة بقصص الرعب والمذابح التي أزعجت البيض الجنوبيين.
سمح اختراع محلج القطن في تسعينات القرن التاسع عشر بزراعة القطن قصير التيلة، والذي يمكن زراعته في معظم مناطق الجنوب العميق، حيث يسود الطقس الدافئ وظروف التربة المناسبة. أنتجت الثورة الصناعية في أوروبا ونيو إنجلاند طلبًا كبيرًا على القطن للملابس الرخيصة، مما تسبب في زيادة الطلب على العمالة العبودية لتطوير مزارع قطن جديدة. كانت هناك زيادة بنسبة 70% في عدد العبيد في الولايات المتحدة خلال 20 عامًا فقط. كانوا يركزون بشكل كبير على المزارع في عمق الجنوب، وانتقلوا غربًا حيث فقدت حقول القطن القديمة إنتاجيتها واشتروا أراضٍ جديدة. على عكس الولايات الشمالية التي ركزت بشكل أكبر على التصنيع والتجارة، كان الجنوب يعتمد بشكل كبير على الزراعة. دعم الاقتصاديون السياسيون الجنوبيون في هذا الوقت المؤسسة من خلال استنتاج أنه لا يوجد شيء متناقض بطبيعته حول امتلاك العبيد وأن مستقبل العبودية موجود حتى لو كان الجنوب سيصنع. وصلت الاضطرابات العرقية والاقتصادية والسياسية إلى أعلى مستوياتها على الإطلاق فيما يتعلق بالعبودية حتى أحداث الحرب الأهلية.
في عام 1807، بناءً على طلب من الرئيس توماس جيفرسون، ألغى الكونجرس استيراد العمال المستعبدين. بينما احتفل السود الأمريكيون بهذا باعتباره انتصارًا في الحرب ضد العبودية، زاد الحظر التجارة الداخلية في الأشخاص المستعبدين. أدى تغيير الممارسات الزراعية في أعالي الجنوب من التبغ إلى الزراعة المختلطة إلى خفض متطلبات العمالة، وبِيعَ العبيدُ للتجار من أجل تنمية الجنوب العميق. بالإضافة إلى ذلك، سمح قانون العبيد الهاربين لعام 1793 بمطالبة أي شخص أسود بأنه هارب ما لم يشهد شخص أبيض نيابة عنه. اختُطِفَ عدد من السود الأحرار، وخاصة الأطفال المتعاقد معهم، وباعهم مختطفوهم كعبيد مع القليل من الأمل في الإنقاذ أو انعدامه. بحلول عام 1819، كان هناك بالضبط 11 ولاية حرة و11 ولاية عبودية، مما أدى إلى زيادة الانقسام. أدت المخاوف من عدم التوازن في الكونجرس إلى تسوية ميزوري عام 1820 التي تطلبت قبول الولايات في الاتحاد في أزواج، عبد والآخر حر.
في عام 1850، بعد الانتصار في الحرب المكسيكية الأمريكية، عانت الأمة من مشكلة: ماذا تفعل بشأن الأراضي التي انتصرت من المكسيك. هنري كلاي، الرجل الذي يقف وراء حل وسط عام 1820، ارتقى مرة أخرى إلى مستوى التحدي، لصياغة حل وسط عام 1850. في هذا الحل الوسط، سيكون تنظيم أراضي نيومكسيكو وأريزونا ويوتا ونيفادا، لكن سيُبَتُّ في قضية العبودية لاحقًا. واشنطن العاصمة ستلغي تجارة الرقيق ولكن ليس العبودية نفسها. ستُقبل كاليفورنيا كدولة حرة لكن الجنوب سيحصل على قانون العبيد الهارب الجديد الذي يتطلب من الشماليين إعادة الأشخاص المستعبدين الذين فروا إلى الشمال إلى أصحابهم. حل وسط عام 1850 من شأنه أن يحافظ على سلام هش حتى انتخاب لنكولن في عام 1860.
في عام 1851، قوبلت المعركة بين العبيد ومالكي العبيد في مقاطعة لانكستر بولاية بنسلفانيا. أظهرت كريستيانا ريوت الصراع المتزايد بين حقوق الدول والكونغرس حول قضية العبودية.

### الإلغاء
طور دعاة إلغاء الرق في بريطانيا والولايات المتحدة في الفترة 1840-1860 حملات كبيرة ومعقدة ضد العبودية. وفقًا لباتريك سي كينيكوت، كان المتحدثون الأكبر والأكثر فاعلية من دعاة إلغاء عقوبة الإعدام هم السود الذين تحدثوا قبل الاجتماعات المحلية التي لا حصر لها لاتفاقيات السود الوطنية. استخدموا الحجج التقليدية ضد العبودية واحتجوا عليها لأسباب أخلاقية واقتصادية وسياسية. لم يساعد دورهم في الحركة المناهضة للعبودية في مساعدة قضية إلغاء الرق فحسب، بل كان أيضًا مصدر فخر للمجتمع الأسود.
في عام 1852، نشرت هارييت بيتشر ستو رواية غيرت عدد الأشخاص الذين سيشاهدون العبودية. يروي كوخ العم توم قصة حياة شخص مستعبد والوحشية التي تواجهها تلك الحياة يومًا بعد يوم. سيبيع أكثر من 100,000 نسخة في عامه الأول. إن شعبية كوخ العم توم ستقوي الشمال في معارضته للعبودية، وستدفع حركة إلغاء عقوبة الإعدام إلى الأمام. دعا الرئيس لينكولن لاحقًا ستو إلى البيت الأبيض تكريمًا لهذا الكتاب الذي غير أمريكا.
في عام 1856، اعتُدي على تشارلز سومنر، وهو عضو في الكونجرس وزعيم مناهض للعبودية في ولاية ماساتشوستس، وكاد أن يُقتل على أرض البيت من قبل بريستون بروكس من ساوث كارولينا. كان سمنر يلقي خطابًا مؤيدًا لإلغاء عقوبة الإعدام إلى الكونجرس عندما هاجمه بروكس. تلقى بروكس الثناء في الجنوب على أفعاله بينما أصبح سومنر رمزًا سياسيًا في الشمال. عاد سمنر لاحقًا إلى مجلس الشيوخ، حيث كان زعيمًا للجمهوريين الراديكاليين في إنهاء العبودية وتشريع حقوق متساوية للعبيد المحررين.
نُقِلَ أكثر من مليون شخص مستعبد من دول الرقيق الساحلية القديمة، مع اقتصاداتها المتدهورة، إلى دول القطن الغنية في الجنوب الغربي؛ وبِيعَ العديدُ من الآخرين ونُقِلوا محليًا. يجادل إيرا برلين (2000) بأن هذا الممر الأوسط الثاني مزق التفسيرات الأبوية للمزارعين في عيون السود وحث الناس المستعبدين وتحرير السود على خلق مجموعة من الأيديولوجيات والمؤسسات المعارضة التي تعامل بشكل أفضل مع حقائق الترحيل اللانهائي، عمليات الطرد والرحلات الجوية التي تعيد تشكيل عالمهم باستمرار. يقدم كتاب بنيامين كوارليس تحرير السود من العبودية الوصف الأكثر شمولاً لدور دعاة إلغاء عقوبة الإعدام من السود في الحركة الأمريكية المناهضة للعبودية.

### المجتمع الأسود
استقر السود بشكل عام في المدن، وخلقوا جوهر حياة المجتمع الأسود في المنطقة. أسسوا الكنائس والأوامر الأخوية. كانت العديد من هذه الجهود المبكرة ضعيفة وغالبًا ما فشلت، لكنها مثلت الخطوات الأولية في تطور المجتمعات السوداء.
خلال فترة ما قبل الحرب المبكرة، بدأ إنشاء مجتمعات السود الحرة في التوسع، ووضع الأساس لمستقبل الأمريكيين من أصل أفريقي. في البداية، كان فقط بضعة آلاف من الأمريكيين الأفارقة يتمتعون بحريتهم. مع مرور السنين، زاد عدد السود الذين أُطلِق سراحهم بشكل هائل، حيث وصل عددهم إلى 233000 بحلول عشرينات القرن التاسع عشر. في بعض الأحيان رفعوا دعوى قضائية للحصول على حريتهم أو شرائها. قام بعض مالكي العبيد بتحرير رعاياهم وألغى عدد قليل من الهيئات التشريعية في الولايات العبودية.
حاول الأمريكيون من أصل أفريقي الاستفادة من إنشاء منازل ووظائف في المدن. خلال أوائل القرن التاسع عشر، اتخذ السود الأحرار عدة خطوات لتأسيس حياة عمل مُرضية في المناطق الحضرية. ربما كان ظهور التصنيع، الذي اعتمد على الآلات التي تحركها الطاقة أكثر من العمالة البشرية، قد وفر لهم فرص العمل، لكن العديد من مالكي مصانع النسيج رفضوا توظيف العمال السود. اعتبر هؤلاء الملاك أن البيض أكثر موثوقية وقابلية للتعليم. أدى ذلك إلى قيام العديد من السود بأداء عمالة غير ماهرة. عملت الرجال السود كمحملي سفن، وعمال بناء، وبائعين وحفاري قبور. أما بالنسبة للعاملات السود، فقد عملن كخادمات لأسر البيض. كانت بعض النساء أيضًا طباخات وخياطات وصانعات سلال وقابلات ومعلمات وممرضات. عملت النساء السود كغسالات أو خادمات منازل للعائلات البيضاء. كان لبعض المدن خياطات وطهاة وصانعو سلة وحلوانيون سود مستقلون وغيرهم.
بينما ترك الأمريكيون الأفارقة فكرة العبودية وراءهم، فقد جعلوا لم شملهم مع عائلاتهم وأصدقائهم أولوية لهم. أجبر سبب الحرب الثورية العديد من السود على الهجرة إلى الغرب بعد ذلك، وخلق آفة الفقر صعوبة كبيرة في السكن. تنافس الأمريكيون من أصل أفريقي مع الإيرلنديين والألمان في الوظائف وكان عليهم تقاسم المساحة معهم.
في حين أن غالبية السود الأحرار يعيشون في فقر، تمكن البعض من إنشاء أعمال ناجحة تلبي احتياجات المجتمع الأسود. غالبًا ما كان التمييز العنصري يعني أن السود غير مرحب بهم أو سيتعرضون لسوء المعاملة في الشركات البيضاء والمؤسسات الأخرى. لمواجهة ذلك، قام السود مثل جيمس فورتن بتطوير مجتمعاتهم الخاصة مع الشركات المملوكة للسود. كان الأطباء والمحامون ورجال الأعمال السود هم أساس الطبقة الوسطى السوداء.
نظم العديد من السود للمساعدة في تقوية المجتمع الأسود ومواصلة الكفاح ضد العبودية. كانت الجمعية الأمريكية للأشخاص الأحرار الملونين التي تأسست عام 1830 إحدى هذه المنظمات . قدمت هذه المنظمة المساعدة الاجتماعية للفقراء السود واستجابات منظمة للقضايا السياسية. كانت الكنيسة السوداء هي التي تدعم نمو المجتمع الأسود، وعادة ما تكون أول مؤسسة مجتمعية تُنشأ. ابتداءً من أوائل القرن التاسع عشر مع الكنيسة الأسقفية الميثودية الأفريقية والكنيسة الأسقفية الميثودية الأفريقية وكنائس أخرى، نمت الكنيسة السوداء لتصبح النقطة المحورية للمجتمع الأسود. كانت الكنيسة السوداء تعبيرًا عن المجتمع والروحانية الأمريكية الأفريقية الفريدة، ورد فعل على التمييز الأوروبي الأمريكي. عملت الكنيسة أيضًا كمراكز أحياء حيث يمكن للسود الأحرار الاحتفال بتراثهم الأفريقي دون تدخل المنتقدين البيض. كانت الكنيسة مركز المجتمعات السوداء، لكنها كانت أيضًا مركزًا للتعليم. بما أن الكنيسة كانت جزءًا من المجتمع وأرادت توفير التعليم؛ قاموا بتعليم السود المحررين والمستعبدين. في البداية، شكل الدعاة السود تجمعات منفصلة داخل الطوائف الحالية، مثل النوادي الاجتماعية أو الجمعيات الأدبية. بسبب التمييز على المستويات العليا من التسلسل الهرمي للكنيسة، أسس بعض السود مثل ريتشارد ألين (أسقف) طوائف سوداء منفصلة.
أسس السود الأحرار أيضًا كنائس للسود في الجنوب قبل عام 1800. بعد الصحوة العظيمة، انضم العديد من السود إلى الكنيسة المعمدانية، مما سمح بمشاركتهم، بما في ذلك أدوارهم ككبار وواعظين. على سبيل المثال، نظمت الكنيسة المعمدانية الأولى وكنيسة جيلفيلد المعمدانية في بطرسبورغ، فيرجينيا، تجمعات بحلول عام 1800 وكانتا أول الكنائس المعمدانية في المدينة. كانت بطرسبورغ، وهي مدينة صناعية، بحلول عام 1860 بها 3224 شخصًا أسودًا حرًا (36% من السود، وحوالي 26% من جميع الأشخاص الأحرار)، وهو أكبر عدد من السكان في الجنوب. في فيرجينيا، أنشأ السود الأحرار أيضًا مجتمعات في ريتشموند وفيرجينيا ومدن أخرى، حيث يمكنهم العمل كحرفيين وإنشاء أعمال. تمكن آخرون من شراء الأراضي والمزارع في المناطق الحدودية البعيدة عن سيطرة البيض.
أنشأ المجتمع الأسود أيضًا مدارس للأطفال السود، حيث كانوا يُمنعون في كثير من الأحيان من دخول المدارس العامة. نظم ريتشارد ألين أول مدرسة «الأحد الأسود» في أمريكا. تأسست في فيلادلفيا خلال عام 1795. ثم بعد خمس سنوات، أنشأ القس أبشالوم جونز مدرسة للشباب السود. اعتبر الأمريكيون السود التعليم هو الطريق الأضمن للنجاح الاقتصادي وتحسين الأخلاق والسعادة الشخصية. فقط أبناء وبنات الطبقة الوسطى السوداء لديهم رفاهية الدراسة.

### تأثير هايتي على العبودية
كانت ثورة الهاتيين المستعبدين ضد مالكي العبيد البيض، والتي بدأت في عام 1791 واستمرت حتى عام 1801، مصدرًا رئيسيًا للوقود لكل من العبيد ودعاة إلغاء العبودية الذين ينادون بحرية الأفارقة في الولايات المتحدة في طبعة 1833 من مجلة النيل الأسبوعية. يذكر أن السود المحررين في هايتي كانوا أفضل حالًا من نظرائهم الجامايكيين، وقد تم الإشارة إلى الآثار الإيجابية للتحرر الأمريكي في جميع أنحاء الورقة. كانت هذه المشاعر المناهضة للعبودية شائعة بين كل من دعاة إلغاء عقوبة الإعدام من البيض والعبيد الأمريكيين من أصل أفريقي. احتشد المستعبدون حول هذه الأفكار مع تمردات ضد أسيادهم وكذلك ضد المارة البيض خلال مؤامرة دنمارك فيسي عام 1822 وتمرد نات تيرنر عام 1831. كان القادة وأصحاب المزارع قلقين للغاية أيضًا بشأن العواقب التي ستخلفها ثورة هايتي على أمريكا المبكرة. توماس جيفرسون، على سبيل المثال، كان حذرًا من «عدم الاستقرار في جزر الهند الغربية»، في إشارة إلى هايتي.

### قرار دريد سكوت

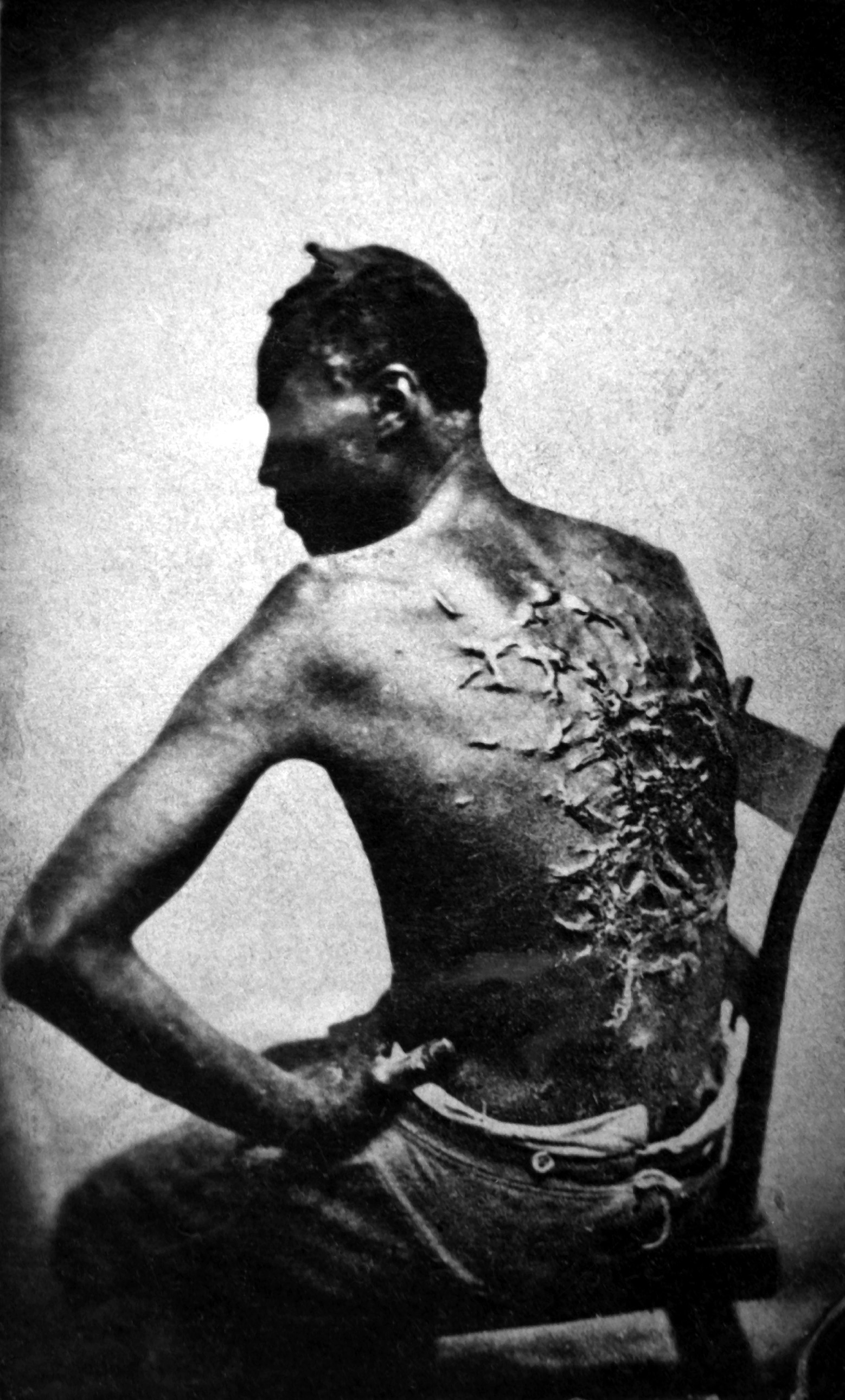
بيتر الملقب بجوردون، وهو شخص سابق في العبودية، يعرض ندوب الجدرة المتقاطعة المتقاطعة الناتجة عن الضرب بالجلد، 1863.

كان دريد سكوت مستعبدًا أخذه مالكه ليعيش في ولاية إلينوي الحرة. بعد وفاة مالكه، رفع دريد سكوت دعوى قضائية أمام المحكمة للمطالبة بحريته على أساس أنه عاش في دولة حرة لفترة طويلة. تلقى المجتمع الأسود صدمة هائلة بقرار المحكمة العليا «دريد سكوت» في مارس 1857. وقالت المحكمة في قرار شجبه بشدة الحزب الجمهوري ودعاة إلغاء عقوبة الإعدام، إن السود ليسوا مواطنين أمريكيين ولا يمكن أن يكونوا مواطنين. لأن المستعبدين كانوا «ممتلكات، وليسوا أشخاصًا»، بموجب هذا الحكم، لا يمكنهم رفع دعوى أمام المحكمة. تم عكس القرار أخيرًا بموجب قانون الحقوق المدنية لعام 1865. في ما يعتبر أحيانًا مجرد قول مأثور، ذهبت المحكمة إلى القول بأن الكونجرس ليس لديه سلطة لحظر العبودية في الأراضي الفيدرالية لأن العبيد هم ممتلكات شخصية وأن التعديل الخامس للدستور يحمي أصحاب الممتلكات من الحرمان من ممتلكاتهم دون اتباع الإجراءات القانونية الواجبة. قانون. على الرغم من أن المحكمة العليا لم تنقض أبدًا بشكل صريح قضية دريد سكوت، فقد ذكرت المحكمة في قضايا المسالخ أن جزءًا واحدًا منها على الأقل قد نُقِضَ بالفعل بموجب التعديل الرابع عشر في عام 1868، والذي يبدأ بالقول: «جميع الأشخاص المولودين أو المتجنسين في الولايات المتحدة، ويخضعون لسلطتها القضائية، هم مواطنو الولايات المتحدة والولاية التي يقيمون فيها».

## الحرب الأهلية الأمريكية، التحرر
كان إعلان التحرر أمرًا تنفيذيًا أصدره الرئيس أبراهام لنكولن في الأول من يناير عام 1863. بضربة واحدة غيرت الوضع القانوني، كما اعترفت به حكومة الولايات المتحدة، لثلاثة ملايين شخص مستعبد في مناطق معينة من الكونفدرالية من «عبد» إلى «حر». كان له تأثير عملي أنه بمجرد أن يهرب الشخص المستعبد من سيطرة الحكومة الكونفدرالية، عن طريق الهروب أو من خلال تقدم القوات الفيدرالية، يصبح الشخص المستعبد حراً قانونياً وفعلياً. لم يُعوَّضْ أصحابها. أدرك أصحاب المزارع أن التحرر من شأنه أن يدمر نظامهم الاقتصادي، وقاموا أحيانًا بنقل عبيدهم قدر الإمكان بعيدًا عن متناول جيش الاتحاد. بحلول يونيو 1865، سيطر جيش الاتحاد على كل الكونفدرالية وحرر جميع المستعبدين المعينين.
خدم حوالي 200000 من السود الأحرار والأشخاص المستعبدين السابقين في جيش الاتحاد والبحرية، مما وفر أساسًا للمطالبة بالمواطنة الكاملة. كان للاضطرابات الشديدة للحرب وإعادة الإعمار تأثير سلبي شديد على السكان السود، مع قدر كبير من المرض والموت.

## إعادة الإعمار

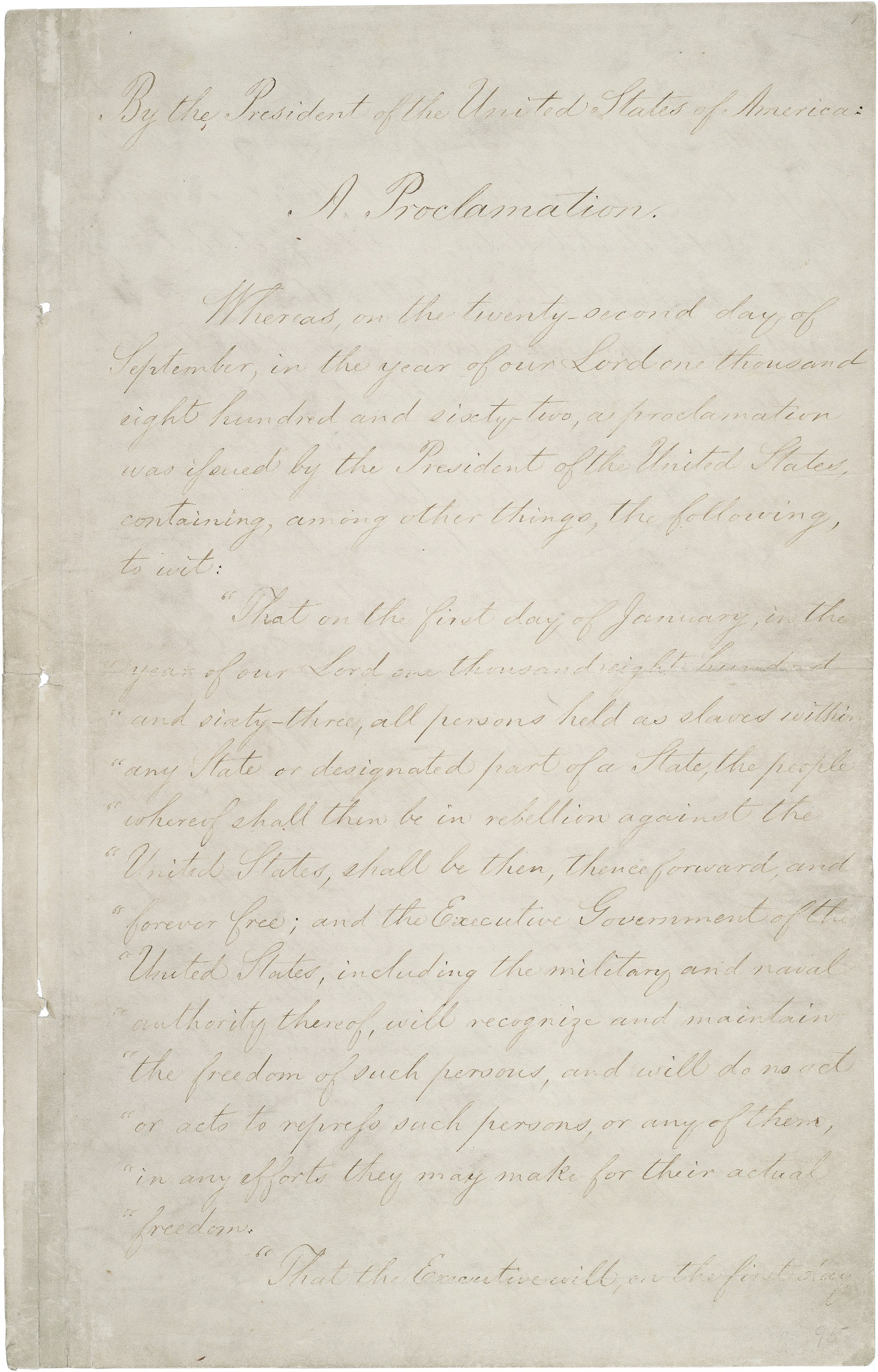
إعلان التحرر.

جعل قانون الحقوق المدنية لعام 1866 الأشخاص السود مواطنين أمريكيين كاملين (وهذا ألغى قرار دريد سكوت). في عام 1868، منح التعديل الرابع عشر الجنسية الأمريكية الكاملة للأمريكيين الأفارقة. التعديل الخامس عشر، الذي تم التصديق عليه في عام 1870، وسع حق التصويت للذكور السود. كان مكتب فريدمن Freedmen مؤسسة مهمة تأسست لخلق نظام اجتماعي واقتصادي في الولايات الجنوبية.
بعد انتصار الاتحاد على الكونفدرالية، تبع ذلك فترة وجيزة من تقدم جنوب الأسود، تسمى إعادة الإعمار. أثناء إعادة الإعمار، تغير وجه الجنوب بأكمله لأن الولايات المتبقية أعيد قبولها في الاتحاد. من 1865 إلى 1877، تحت حماية قوات الاتحاد، اتُّخِذَت بعض الخطوات نحو حقوق متساوية للأميركيين الأفارقة. بدأ الرجال السود الجنوبيون في التصويت وانتُخبوا لعضوية كونغرس الولايات المتحدة والمكاتب المحلية مثل شريف. الأمان الذي وفرته القوات لم يدم طويلا، وكثيرا ما أرهب الجنوبيون البيض الناخبين السود. أقرت ائتلافات من الجمهوريين البيض والسود مشاريع قوانين لإنشاء أول أنظمة المدارس العامة في معظم ولايات الجنوب، على الرغم من صعوبة العثور على تمويل كاف. أسس السود كنائسهم وبلداتهم وشركاتهم. هاجر عشرات الآلاف إلى ميسيسيبي للحصول على فرصة لتطهير وامتلاك أراضيهم، حيث أن 90% من الأراضي السفلية كانت غير مستغلة. بحلول نهاية القرن التاسع عشر، كان ثلثا المزارعين الذين يمتلكون أراضٍ في الأراضي السفلية لدلتا المسيسيبي من السود.

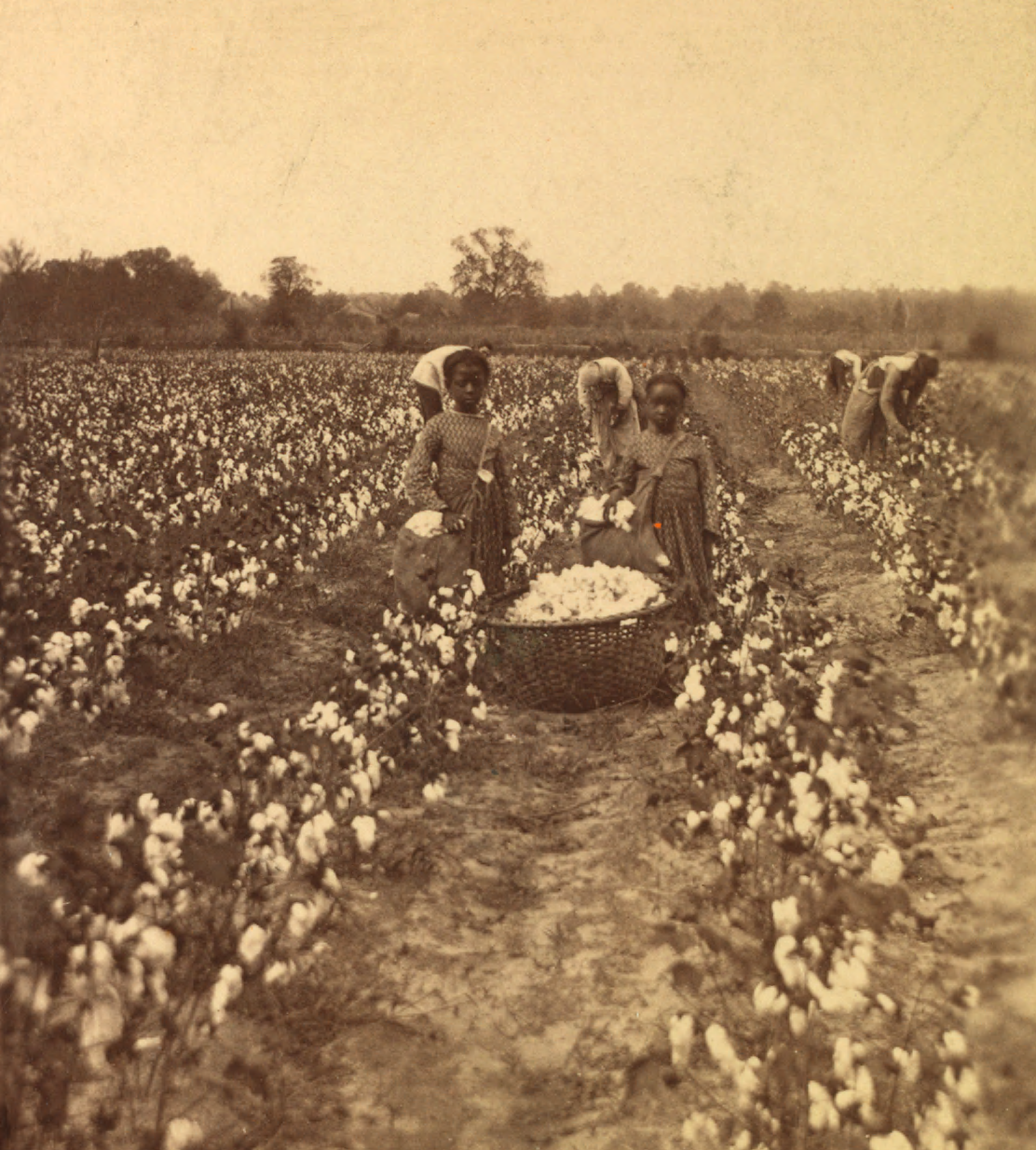
أطفال أمريكيون من أصل أفريقي في ساوث كارولينا يقطفون القطن، كاليفورنيا. 1870

أصبح هيرام رودز ريفيلز أول سناتور أمريكي من أصل أفريقي في الكونجرس الأمريكي عام 1870. سرعان ما جاء الأمريكيون الأفارقة الآخرون إلى الكونجرس من ساوث كارولينا وجورجيا وألاباما وميسيسيبي. دعم هؤلاء السياسيون الجدد الجمهوريين وحاولوا إدخال المزيد من التحسينات على حياة الأمريكيين من أصل أفريقي. أدرك ريفلز وآخرون أن البيض ربما شعروا بالتهديد من قبل أعضاء الكونجرس الأمريكيين من أصل أفريقي. صرح هيرام رودز ريفيلز، «العرق الأبيض ليس لديه صديق أفضل مني أنا أنا وفية لعرقي الخاص. أتمنى أن أرى كل ما يمكن القيام به ... لمساعدة [الرجال السود] في الحصول على الممتلكات، في أن يصبحوا مواطنين أذكياء ومستنيرين ... ولكن في نفس الوقت، لن أفعل أي شيء من شأنه إلحاق الضرر بالعرق الأبيض،» بلانش ك. بروس الأمريكية الأفريقية الأخرى التي أصبحت عضوًا في مجلس الشيوخ الأمريكي خلال هذه الفترة. ومن بين الأميركيين الأفارقة المنتخبين لمجلس النواب خلال هذه الفترة بنيامين إس. تيرنر، وجوشيا تي وولز، وجوزيف هـ. عمل فريدريك دوغلاس أيضًا في الوظائف الحكومية المختلفة أثناء إعادة الإعمار، بما في ذلك الوزير المقيم والمستشار العام لهايتي ومسجل الأعمال والمارشال الأمريكي. أصبح بروس عضوًا في مجلس الشيوخ عام 1874 ومثل ولاية ميسيسيبي. لقد عمل مع السياسيين البيض من منطقته من أجل مساعدة زملائه الأمريكيين الأفارقة والأقليات الأخرى مثل المهاجرين الصينيين والأمريكيين الأصليين. حتى أنه دعم الجهود المبذولة لإنهاء القيود المفروضة على المشاركة السياسية للكونفدراليات السابقة.

سرَّعت تداعيات الحرب الأهلية عملية تشكيل الهوية القومية الأمريكية الأفريقية. لا يوافق بعض نشطاء الحقوق المدنية، مثل WEB Du Bois، على أن الهوية قد تحققت بعد الحرب الأهلية. واجه الأمريكيون الأفارقة في حقبة ما بعد الحرب الأهلية العديد من القواعد واللوائح التي، على الرغم من أنهم كانوا «أحرارًا»، منعتهم من العيش بنفس القدر من الحرية التي يتمتع بها المواطنون البيض. ترك عشرات الآلاف من الشماليين السود منازلهم ووظائفهم وهاجروا أيضًا إلى الجنوب المهزوم، وقاموا ببناء المدارس، وطباعة الصحف، وفتح الأعمال التجارية. كما قال جويل ويليامسون:

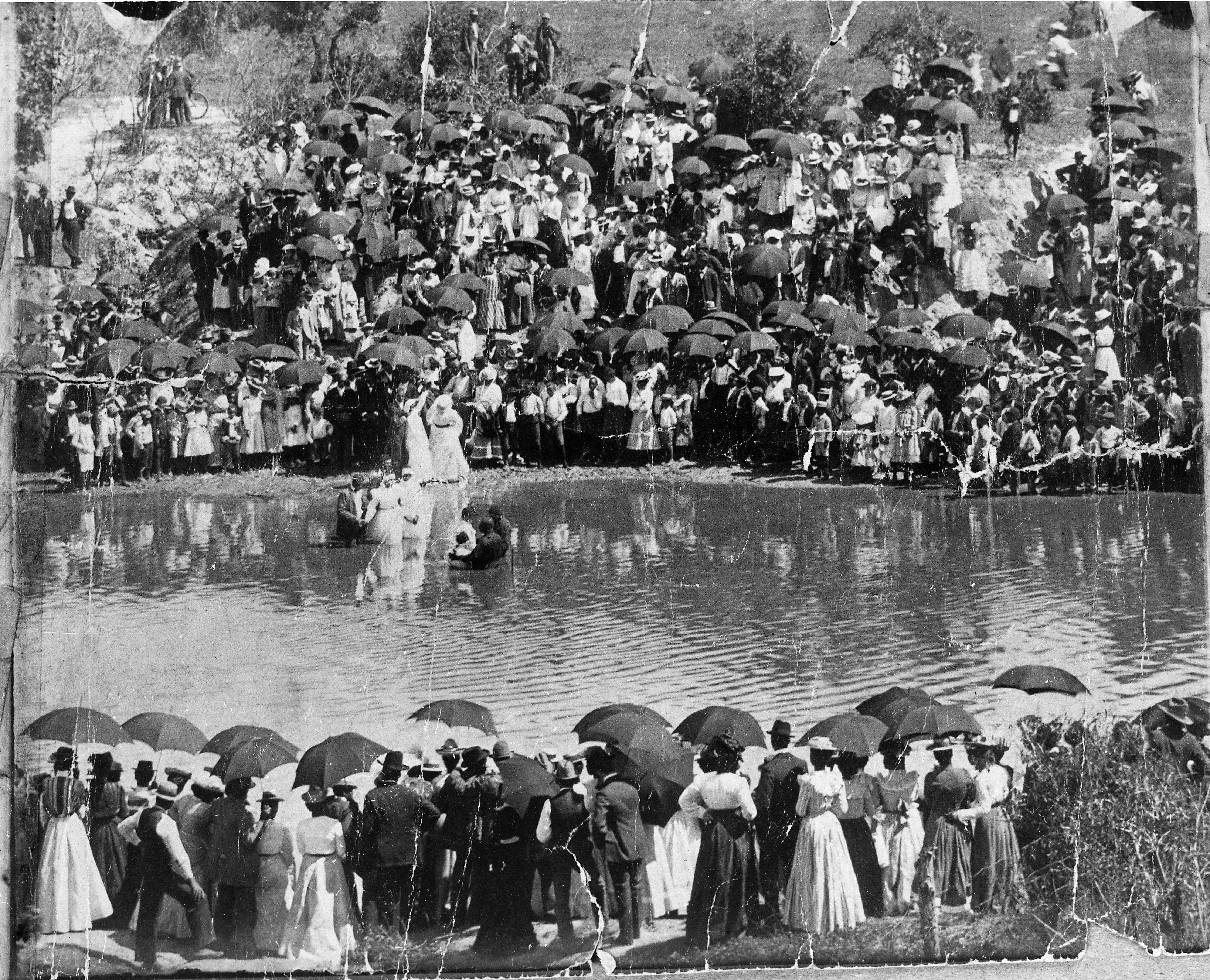
تقف مجموعة كبيرة من المتفرجين الأمريكيين من أصل أفريقي على ضفاف بوفالو بايو ليشهدوا المعمودية (حوالي 1900).

جاء العديد من المهاجرين، من النساء والرجال على حد سواء، كمدرسين برعاية عشرات المجتمعات الخيرية أو نحو ذلك، حيث وصلوا في أعقاب الاضطرابات التي لا تزال قائمة لجيوش الاتحاد. جاء آخرون لتنظيم الإغاثة للاجئين.. .. لا يزال آخرون ... جاءوا إلى الجنوب كمبشرين دينيين.. جاء البعض جنوبًا كرجال أعمال أو أشخاص محترفين يبحثون عن فرصة في هذه ... الحدود السوداء الخاصة. أخيرًا، جاء الآلاف كجنود، وعندما انتهت الحرب، بقي العديد من شبابهم هناك أو عادوا بعد مكوثهم لبضعة أشهر في الشمال لإكمال تعليمهم.

## جيم كرو، الحرمان والتحديات
كانت قوانين جيم كرو قوانين الولاية والقوانين المحلية في الولايات المتحدة التي تم سنها بين عامي 1876 و1965. لقد فرضوا الفصل بحكم القانون في جميع المرافق العامة، مع وضع مفترض «منفصل لكن متساوٍ» للأمريكيين السود. في الواقع، أدى هذا إلى العلاج والتسهيلات التي كانت عادةً أقل شأناً من تلك المقدمة للأمريكيين البيض، مما أدى إلى تنظيم عدد من العيوب الاقتصادية والتعليمية والاجتماعية.
في مواجهة سنوات من العنف والترهيب المتصاعد ضد السود والبيض المتعاطفين مع قضيتهم، تراجعت حكومة الولايات المتحدة عن تعهدها بضمان الحماية الدستورية للرجال والنساء المحررين. عندما سحب الرئيس رذرفورد ب. هايز قوات الاتحاد من الجنوب في عام 1877 نتيجة للتسوية الوطنية بشأن الانتخابات، فقد السود معظم قوتهم السياسية. بدأ رجال مثل بنيامين "باب" سينجلتون يتحدثون عن مغادرة الجنوب. بلغت هذه الفكرة ذروتها في 1879-1880 حركة إكسودوستر (بالإنجليزية: Exodusters)، الذين هاجروا إلى كانساس، حيث كان للسود حرية أكبر وكان من السهل الحصول على الأرض.

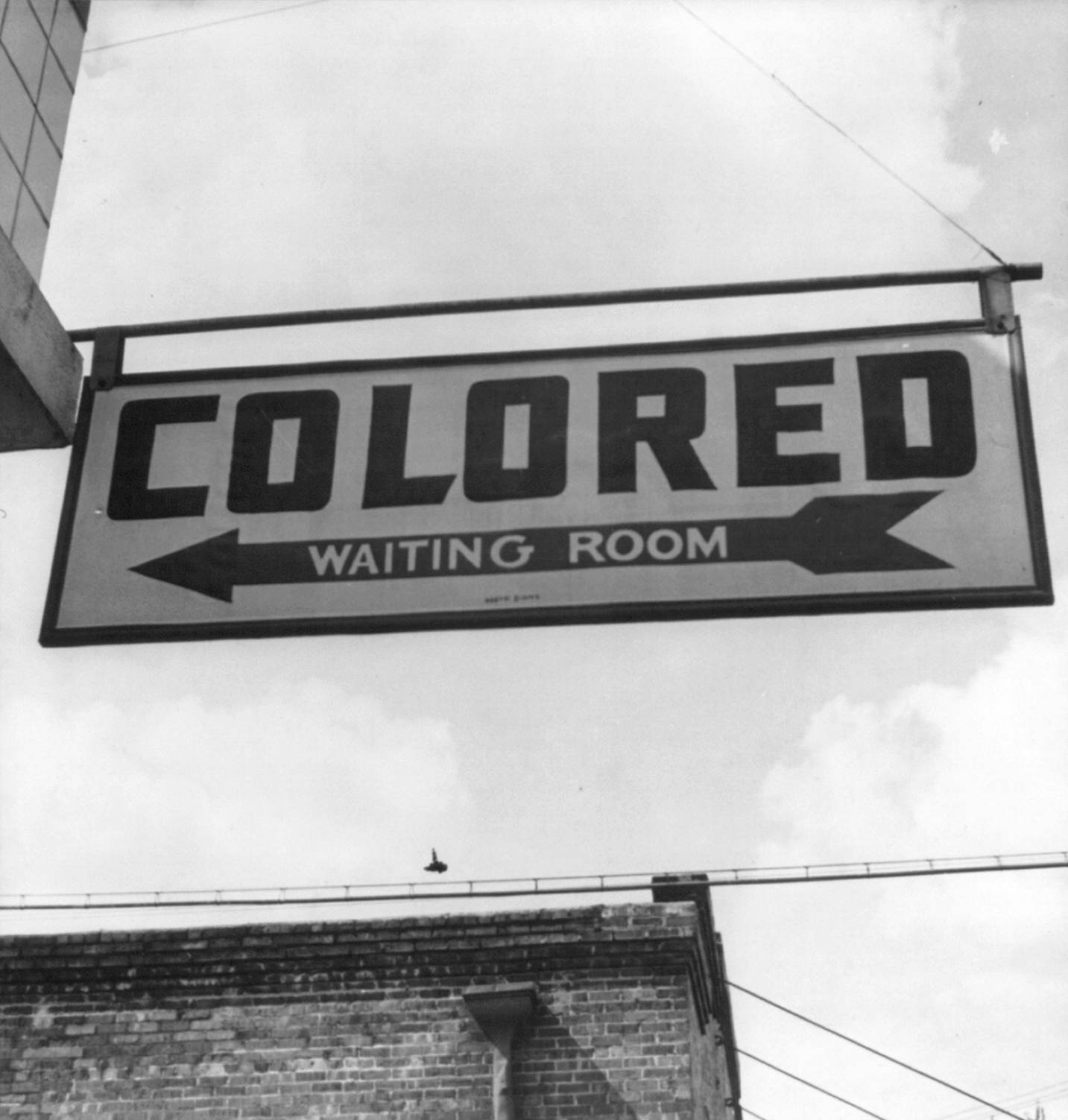
2 - إشارة إلى "غرفة الانتظار الملونة"، جورجيا، 1943

عندما سيطر الديمقراطيون على ولاية تينيسي في عام 1888، أصدروا قوانين تجعل تسجيل الناخبين أكثر تعقيدًا وأنهت الدولة السياسية الأكثر تنافسية في الجنوب. انخفض تصويت السود في المناطق الريفية والبلدات الصغيرة انخفاضًا حادًا، كما انخفض تصويت البيض الفقراء.
من عام 1890 إلى عام 1908، بدءًا من ولاية ميسيسيبي وانتهاءً بجورجيا، تبنت عشر ولايات جنوبية من أصل 11 دساتير أو تعديلات جديدة حرمت معظم السود والعديد من البيض الفقراء من حق التصويت. باستخدام مجموعة من الأحكام مثل ضرائب الاقتراع ومتطلبات الإقامة واختبارات معرفة القراءة والكتابة، خفضت الولايات بشكل كبير تسجيل الناخبين السود وإقبالهم، في بعض الحالات إلى الصفر. تم استخدام شرط الجد في العديد من الولايات مؤقتًا لإعفاء الناخبين البيض الأميين من اختبارات معرفة القراءة والكتابة. مع تركيز السلطة في ظل الحزب الديمقراطي في الجنوب، وضع الحزب نفسه كنادي خاص وأقام انتخابات تمهيدية للبيض، مما أدى إلى إبعاد السود عن المنافسات التنافسية الوحيدة. بحلول عام 1910، تم ترسيخ حكم الحزب الواحد الأبيض في جميع أنحاء الجنوب.
على الرغم من أن الأمريكيين الأفارقة سرعان ما بدأوا في التقاضي للطعن في مثل هذه الأحكام، إلا أن قرارات المحاكم المبكرة على مستوى الولاية والمستوى الوطني كانت ضدهم. في قضية ويليام ضد ميسيسيبي (1898)، أيدت المحكمة العليا الأمريكية أحكام الدولة. وقد شجع ذلك الدول الجنوبية الأخرى على تبني إجراءات مماثلة خلال السنوات القليلة المقبلة، كما هو مذكور أعلاه. بوكر تي واشنطن، من معهد توسكيجي، عمل سراً مع مؤيدي الشمال لجمع الأموال وتوفير التمثيل للأمريكيين الأفارقة في حالات إضافية، مثل قضية جايلز ضد هاريس (1903) وقضية جايلز ضد تيسلي (1904)، ولكن مرة أخرى أيدت المحكمة العليا الولايات.
أصبح الفصل العنصري لأول مرة عملية قانونية معيارية في الجنوب؛ كانت غير رسمية في المدن الشمالية. حدّ جيم كرو من وصول السود إلى وسائل النقل والمدارس والمطاعم والمرافق العامة الأخرى. استمر معظم السود الجنوبيين لعقود في النضال من أجل الفقر المدقع كعمال زراعيين وعمال منزليين ووديعين. أصبح الكثير منهم مزارعين، وتقاسموا المحاصيل مع أصحاب الأراضي البيض. .

### الإرهاب العنصري
في عام 1865، تم تشكيل منظمة كو كلوكس كلان، وهي منظمة إجرامية سرية متطرفة للبيض، مكرسة لتدمير الحزب الجمهوري في الجنوب، وخاصة من خلال ترويع القادة السود. اختبأ كلانسمن وراء أقنعة وأردية لإخفاء هويتهم أثناء قيامهم بأعمال عنف وإتلاف الممتلكات. استخدم كلان الإرهاب، وخاصة القتل والتهديد بالقتل والحرق العمد والترهيب. أدت تجاوزات كلان إلى إصدار تشريع ضدها، ومع الإنفاذ الفيدرالي، تم تدميرها بحلول عام 1871.
إن المشاعر المعادية للجمهوريين والمناهضين للمحررين سرت لفترة وجيزة فقط، حيث نشأ العنف في حوادث أخرى، خاصة بعد انتخابات ولاية لويزيانا المتنازع عليها في عام 1872، والتي ساهمت في مذابح كولفاكس وكوشاتا في لويزيانا في 1873 و1874. كانت التوترات والشائعات عالية في أجزاء كثيرة من الجنوب. عندما اندلع العنف، قُتل الأمريكيون من أصل أفريقي بمعدل أعلى بكثير من الأمريكيين الأوروبيين. أعاد مؤرخو القرن العشرين تسمية الأحداث التي طالما أطلق عليها اسم «أعمال الشغب» في تاريخ الجنوب. تضمنت القصص المشتركة أن البيض ينقذون المجتمع بشكل بطولي من نهب السود. عند فحص الأدلة، أطلق المؤرخون على العديد من هذه الأحداث «مذابح»، كما حدث في كولفاكس، بسبب العدد غير المتناسب للقتلى من السود على عكس البيض. أسفرت أعمال عنف الغوغاء هناك عن مقتل 40-50 شخصًا أسود مقابل مقتل كل من البيض الثلاثة.
على الرغم من أنها ليست معروفة على نطاق واسع باسم منظمة كو كلوكس كلان، فإن المنظمات شبه العسكرية التي نشأت في الجنوب خلال منتصف سبعينات القرن التاسع عشر عندما شن الديمقراطيون البيض تمردًا أقوى، كانت أكثر توجيهًا وفعالية من منظمة كو كلوكس كلان في تحدي الحكومات الجمهورية، وقمع تصويت السود وتحقيق أهداف سياسية. على عكس كلان، عمل الأعضاء شبه العسكريين علانية، وغالباً ما كانوا يطلبون تغطية صحفية، وكان لديهم أهداف سياسية مميزة: إخراج الجمهوريين من مناصبهم وقمع أو ثني التصويت الأسود من أجل استعادة السلطة في عام 1876. تضمنت المجموعات عصبة البيض، التي بدأت من الميليشيات البيضاء في غرانت باريش، لويزيانا، في عام 1874 وانتشرت في عمق الجنوب. القمصان الحمراء، التي بدأت في ولاية ميسيسيبي عام 1875 ولكن ظهرت لها فصول، وظهرت في الحملة الانتخابية عام 1876 في ساوث كارولينا، وكذلك في نورث كارولينا؛ وغيرها من منظمات الخط الأبيض مثل نوادي البنادق.

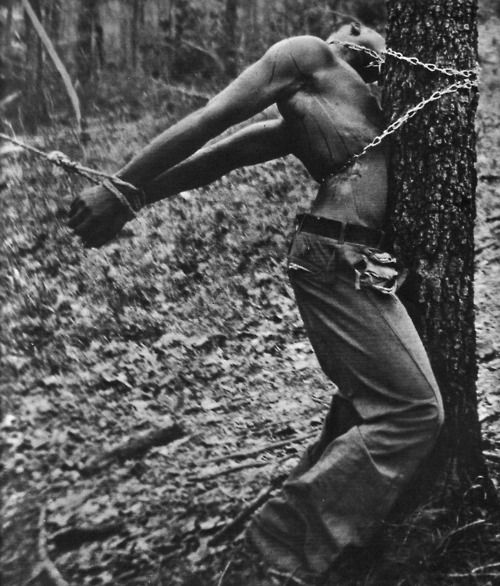
قتل روبرت مكدانيلس. 13 أبريل 1937

صاحب حقبة جيم كرو أشد موجة قمع «عنصري» شهدتها أمريكا حتى الآن. بين عامي 1890 و1940، تم حرمان ملايين الأمريكيين من أصل أفريقي وقتلهم وتعاملهم بوحشية. ووفقًا لسجلات الصحف المحفوظة في معهد توسكيجي، قُتل حوالي 5000 رجل وامرأة وطفل في أعمال عنف موثقة خارج نطاق القضاء من العصابات - تسمى «الإعدام خارج نطاق القانون». قدّرت الصحفية إيدا ب. ويلز أن عمليات الإعدام خارج نطاق القانون التي لم تذكرها الصحف، بالإضافة إلى عمليات الإعدام المماثلة تحت غطاء «الإجراءات القانونية»، قد تصل إلى حوالي 20000 حالة قتل.
من بين عشرات الآلاف من المجرمين والمتفرجين خلال هذه الفترة، ورد أن أقل من 50 من البيض اتهموا بجرائمهم، وحُكم على أربعة فقط. لأن السود كانوا محرومين من حق التصويت، لم يكن بإمكانهم الجلوس في هيئات المحلفين أو المشاركة في العملية السياسية، بما في ذلك المكاتب المحلية. وفي الوقت نفسه، تم استخدام عمليات الإعدام خارج نطاق القانون كسلاح من أسلحة الرعب لإبقاء ملايين الأمريكيين من أصل أفريقي يعيشون في حالة دائمة من القلق والخوف. حُرم معظم السود من حقهم في الاحتفاظ بالأسلحة وحملها بموجب قوانين جيم كرو، وبالتالي لم يتمكنوا من حماية أنفسهم أو عائلاتهم.

## الحقوق المدنية
رداً على هذه النكسات وغيرها، في صيف عام 1905، التقى دو بويز و28 رجلاً آخر من الأمريكيين الأفارقة البارزين سراً في شلالات نياجرا، أونتاريو. هناك، أصدروا بيانًا يدعو إلى إنهاء التمييز العنصري والحريات المدنية الكاملة للأمريكيين من أصل أفريقي والاعتراف بالأخوة البشرية. أصبحت المنظمة التي أنشأوها تسمى حركة نياجرا. بعد أحداث شغب سبرينغفيلد السيئة السمعة بولاية إلينوي عام 1908، انضمت مجموعة من البيض المهتمين إلى قيادة حركة نياجرا وشكلوا الجمعية الوطنية لتقدم الملونين (NAACP) بعد ذلك بعام، في عام 1909. تحت قيادة دو بويز، شنت الجمعية الوطنية للنهوض بالملونين تحديات قانونية للفصل العنصري وضغطت على المجالس التشريعية نيابة عن الأمريكيين السود.
بينما تستخدم الجمعية الوطنية للنهوض بالملونين نظام المحاكم لتعزيز المساواة، اعتمد الأمريكيون الأفارقة على المستوى المحلي إستراتيجية المساعدة الذاتية. لقد قاموا بتجميع مواردهم لخلق مجتمع مستقل وحياة مؤسسية لأنفسهم. لقد أنشأوا المدارس والكنائس ومؤسسات الرعاية الاجتماعية والبنوك والصحف الأمريكية الأفريقية والشركات الصغيرة لخدمة احتياجات مجتمعاتهم. كان المنظم الرئيسي لمنظمات المساعدة الذاتية الوطنية والمحلية هو معلم ألاباما بوكر تي واشنطن.
غالبًا ما كان مصلحو العصر التقدمي مهتمين بحالة السود. في عام 1908 بعد تورطه في اتلانتا ريس ريوت عام 1906، نشر راي ستانارد بيكر كتابًا يتبع خط اللون: وصف للمواطنة الزنجية في الديمقراطية الأمريكية، ليصبح أول صحفي بارز يفحص الانقسام العرقي في أمريكا. لقد كان ناجحًا للغاية. يقول عالم الاجتماع روبرت فانس إنه:
أفضل وصف للعلاقات العرقية في الجنوب خلال هذه الفترة - واحد يقرأ مثل الملاحظات الميدانية للمؤرخ المستقبلي. كُتبت هذه الرواية خلال ذروة حركة واشنطن وتُظهر التفاؤل الذي ألهمته بين الليبراليين والمعتدلين على حد سواء. الكتاب هو أيضا ملحوظ لرواياته الواقعية عن حياة مدينة الزنوج.

## الهجرة الكبرى ونهضة هارلم

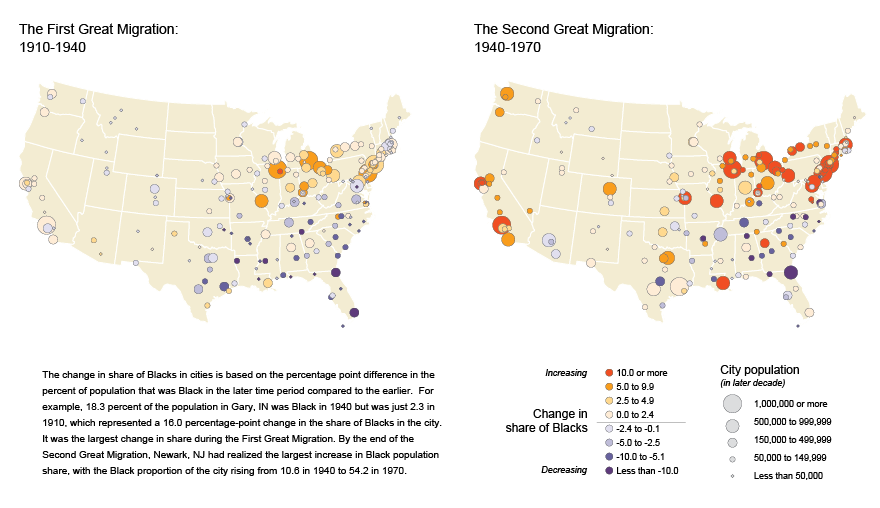
تظهر الهجرة الكبرى من خلال التغييرات في حصة الأمريكيين من أصل أفريقي من السكان في المدن الأمريكية الكبرى، 1910-1940 و1940-1970

خلال النصف الأول من القرن العشرين، حدث أكبر تحول سكاني داخلي في تاريخ الولايات المتحدة. ابتداءً من عام 1910 تقريبًا، من خلال الهجرة الكبرى، اتخذ أكثر من خمسة ملايين أمريكي من أصل أفريقي خيارات و«صوتوا بأقدامهم» بالانتقال من الجنوب إلى المدن الشمالية والغربية على أمل الهروب من التمييز السياسي والكراهية والعنف وإيجاد وظائف أفضل والتصويت والاستمتاع المزيد من المساواة والتعليم لأطفالهم.
في عشرينات القرن الماضي، أدى تركيز السود في نيويورك إلى الحركة الثقافية المعروفة باسم نهضة هارلم، والتي امتد تأثيرها إلى جميع أنحاء البلاد. تأثرت الدوائر الفكرية والثقافية السوداء بمفكرين مثل إيمي سيزار وليوبولد سيدار سنغور، الذين احتفلوا بالسواد أو الزنوج. وازدهرت الفنون والآداب. الكتاب زورا نيل هيرستون، ولغستون هيوز، ونيلا لارسن، وكلود مكاي، وريتشارد رايت؛ والفنانين لويس ميلو جونز وويليام إتش جونسون ورومار بيردين وجاكوب لورانس وأرشيبالد موتلي اكتسبوا شهرة.
انضم الجانب الجنوبي من شيكاغو، وهو وجهة للكثيرين في القطارات من ميسيسيبي وأركنساس ولويزيانا، إلى هارلم كنوع من العاصمة السوداء للأمة. لقد ولّدت أعمالًا مزدهرة وموسيقى وفنونًا وأطعمة ظهر جيل جديد من القادة السياسيين الأمريكيين الأفارقة والمنظمات القوية أيضًا في المقدمة، مثل عضو الكونجرس ويليام داوسون (1886-1970). زادت العضوية في الجمعية الوطنية للنهوض بالملونين بسرعة حيث شنت حملة مناهضة للإعدام خارج نطاق القانون كرد فعل على العنف المستمر للبيض الجنوبي ضد السود. ماركوس غارفي الصورة رابطة العالمي نيغرو تحسين ودوري المجموعات الأفريقي، وحركة أمة الإسلام، ومنظم اتحاد أ. فيليب راندولف الصورة جماعة الاخوان المسلمين من السيارات حمالين النوم (جزء من الاتحاد الأمريكي للعمل) أنشئت الإطلاق خلال هذه الفترة وجدت الدعم بين الأمريكيين الأفارقة، الذين أصبحوا حضريين.

## الشركات الأمريكية الأفريقية
كانت الأعمال التجارية تعمل على المستوى المحلي، بما في ذلك محلات التجميل، ومحلات الحلاقة، وصالات الجنازات وما شابه ذلك. نظمهم بوكر تي واشنطن على الصعيد الوطني في الرابطة الوطنية للأعمال الزنوج. رجل الأعمال الأسود الأكثر طموحًا برؤية أكبر تجنب المدن الصغيرة والمناطق الريفية وتوجه إلى المدن الكبرى التقدمية. أرسلوا أطفالهم إلى كليات النخبة من السود مثل هوارد وسبيلمان ومورهاوس. بحلول السبعينات من القرن الماضي، تم قبولهم بأكثر من مجرد أرقام رمزية في المدارس الوطنية مثل رابطة اللبلاب (بالإنجليزية: Ivy League). تم توظيف الخريجين من قبل الشركات الوطنية الكبرى. كانوا نشيطين في العصبة الحضرية، وصندوق الكلية الزنجية المتحدة والجمعية الوطنية للنهوض بالملونين، وكان من المرجح أن يكونوا أساقفة أكثر من المعمدانيين.

### المرأة في مجال التجميل
على الرغم من أن معظم الأعمال التجارية الأمريكية الأفريقية كانت مملوكة للرجال، إلا أن النساء لعبن دورًا رئيسيًا خاصة في مجال الجمال. كانت معايير الجمال مختلفة بالنسبة للبيض والسود، وطور المجتمع الأسود معاييره الخاصة، مع التركيز على العناية بالشعر. يمكن لأخصائيي التجميل العمل خارج منازلهم، ولا يحتاجون إلى واجهات المحلات. نتيجة لذلك، كان خبراء التجميل السود كثيرين في المناطق الريفية الجنوبية، على الرغم من عدم وجود المدن والبلدات. لقد كانا رائدين في استخدام مستحضرات التجميل، في وقت كانت فيه النساء الريفيات البيض في الجنوب يتجنبنهن. كما أوضح بلاين روبرتس، قدم خبراء التجميل لعملائهم مساحة للشعور بالدلال والجمال في سياق مجتمعهم لأن «داخل متاجر التجميل السوداء، تقاربت طقوس التجميل مع طقوس التنشئة الاجتماعية». ظهرت مسابقات الجمال في عشرينات القرن الماضي، وفي المجتمع الأبيض كانت مرتبطة بمعارض المقاطعات الزراعية. على النقيض من المجتمع الأسود، تم تطوير مسابقات الجمال من احتفالات العودة للوطن في المدارس الثانوية والكليات. وكان أشهر رواد الأعمال مدام سي جيه ووكر (1867-1919)؛ قامت ببناء شركة تجارية وطنية تحت اسم شركة مدام سارة ووكر لمستحضرات التجميل (بالإنجليزية: Madame CJ Walker Manufacturing Company) بناءً على اختراعها لأول عملية تمليس شعر ناجحة.

## الحرب العالمية الأولى

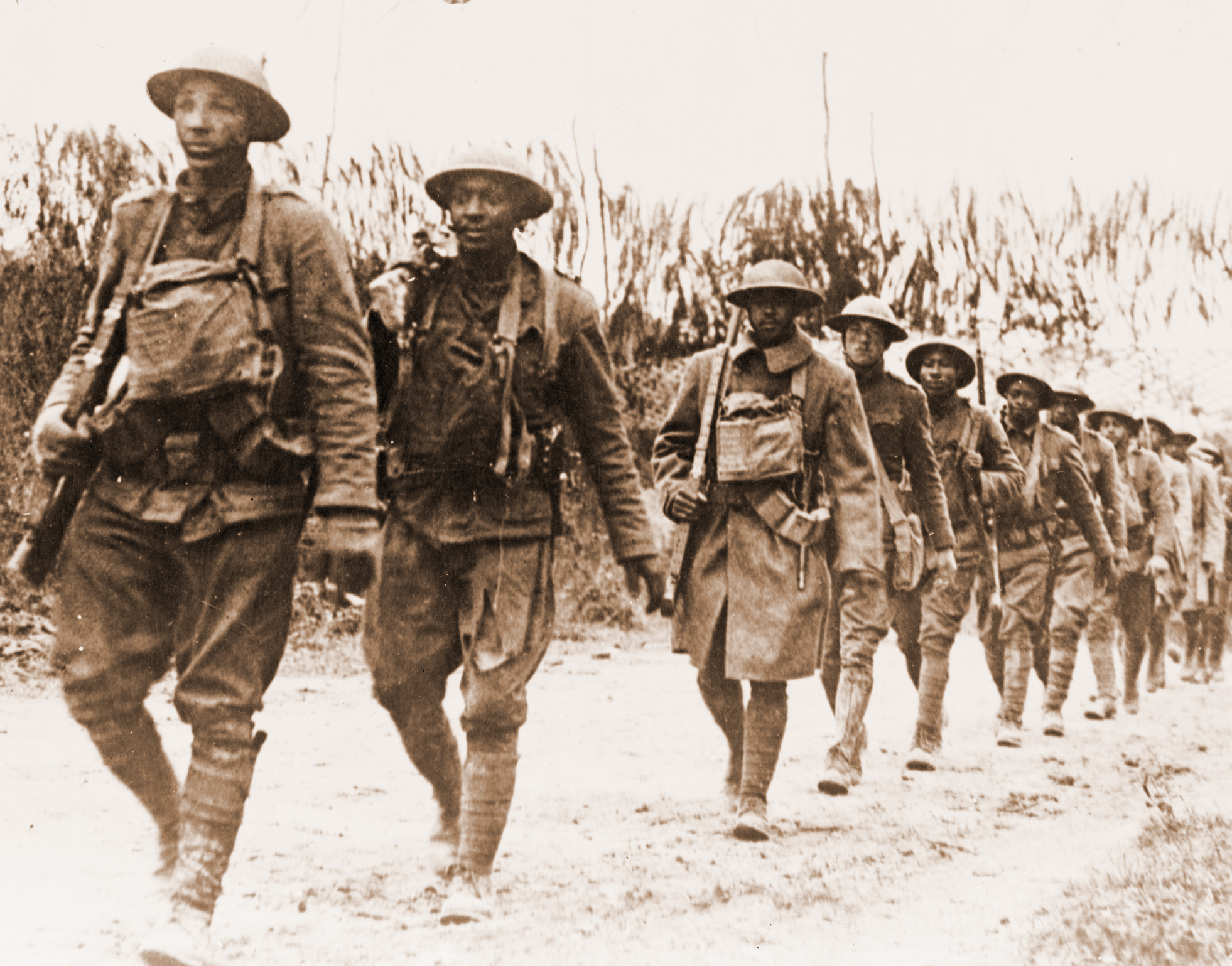
جنود أمريكيون من أصل أفريقي تابعون للجيش الأمريكي يسيرون شمال غرب فردان، فرنسا، 5 نوفمبر 1918

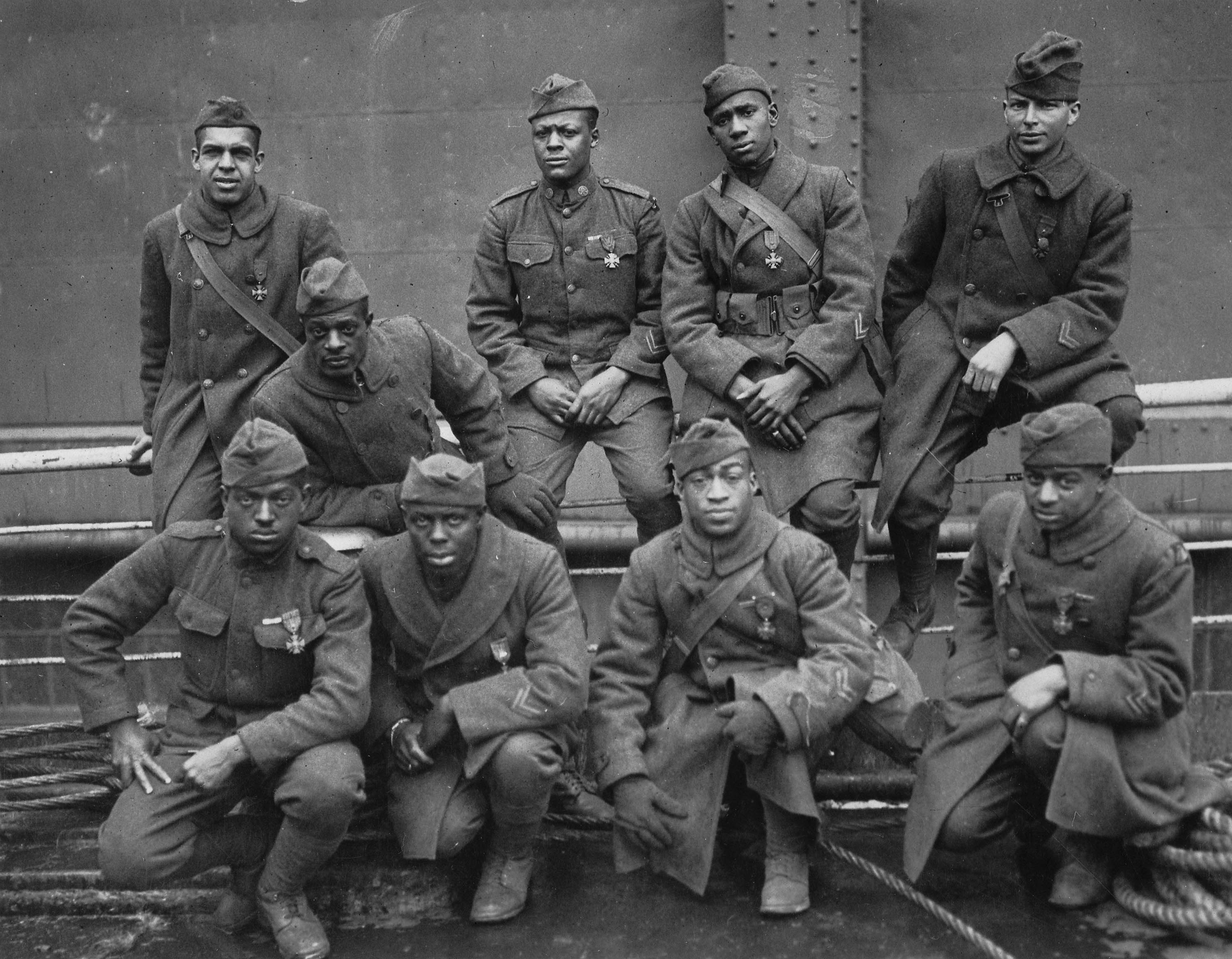
جنود الـ 369 (الخامس عشر من نيويورك) الذين فازوا بسباق كروا دي غويري عن الشجاعة في العمل، 1919

### جنود
ظلت القوات المسلحة الأمريكية معزولة خلال الحرب العالمية الأولى. ومع ذلك، تطوع العديد من الأمريكيين الأفارقة بشغف للانضمام إلى قوات الحلفاء بعد دخول أمريكا في الحرب. هرع أكثر من مليوني أمريكي من أصل أفريقي للتسجيل في التجنيد. بحلول وقت الهدنة مع ألمانيا في نوفمبر 1918، كان أكثر من 350.000 أمريكي من أصل أفريقي قد خدموا مع قوة المشاة الأمريكية على الجبهة الغربية.
تم إنزال معظم الوحدات الأمريكية من أصل أفريقي لدعم الأدوار ولم تشهد قتالًا. ومع ذلك، لعب الأمريكيون من أصل أفريقي دورًا مهمًا في المجهود الحربي الأمريكي. تم دمج أربعة أفواج أمريكية من أصل أفريقي في الوحدات الفرنسية لأن الفرنسيين تكبدوا خسائر فادحة ورجال بحاجة ماسة إليها بعد ثلاث سنوات من حرب مروعة. كانت إحدى أكثر الوحدات تميزًا هي فوج المشاة رقم 369، المعروف باسم هارلم هيلفايترز "Harlem Hellfighters"، والذي ظل على الخطوط الأمامية لمدة ستة أشهر، أطول من أي وحدة أمريكية أخرى في الحرب. تم منح 171 عضوا من 369 وسام وسام الاستحقاق.
من مايو 1918 إلى نوفمبر 1918، تم دمج الأفواج 371 و372 من الأفارقة الأمريكيين تحت فرقة اليد الحمراء 157 بقيادة الجنرال الفرنسي ماريانو غوابيه. حصلوا على المجد في الهجوم النهائي الحاسم في منطقة الشمبانيا في فرنسا. كُرِّم الفوجان بوسام (صليب الحرب) الفرنسي (بالإنجليزية: Croix de Guerre) لشجاعتهم في معركة غابة أرجون.

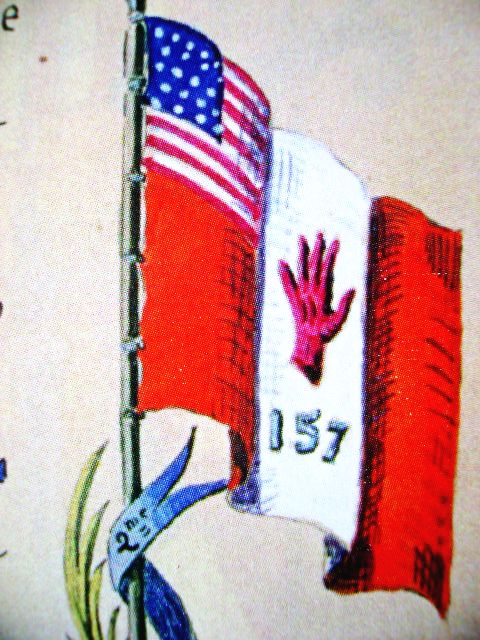
العلم الأحمر رقم 157 رسمه الجنرال ماريانو جويبيت

العريف فريدي ستورز من فوج المشاة 371 حصل بعد وفاته وسام الشرف وهو الأفريقي الوحيد الذي كُرّم بهذا التكريم لاتخاذ إجراءات في الحرب العالمية الأولى أثناء العمل في فرنسا، نيفيز أدى هجوم على الخنادق الألمانية، والاستمرار في قيادة وتشجيع رجاله حتى بعد أن أصيبوا مرتين. توفي ستورز متأثراً بجراحه، لكن رجاله واصلوا القتال على مدفع رشاش ألماني بالقرب من مزرعة بوسي في شامبين، وفي النهاية هزموا القوات الألمانية.
تمت ترشيح ستورز لميدالية الشرف بعد وقت قصير من وفاته، ولكن وفقًا للجيش، كان الترشيح في غير محله. يعتقد الكثيرون أن التوصية قد تم تجاهلها عمداً بسبب العنصرية المؤسسية في القوات المسلحة. في عام 1990، وتحت ضغط من الكونجرس، بدأت وزارة الدفاع تحقيقًا. بناءً على نتائج هذا التحقيق، وافق مجلس زينة الجيش على منح وسام الشرف لستورز. في 24 أبريل 1991 - 73 عامًا بعد مقتله في إحدى المعارك - حصلت شقيقتا ستورز الباقيتان على وسام الشرف من الرئيس جورج إتش دبليو بوش في البيت الأبيض. 

### الجبهة الداخلية وما بعد الحرب
مع الطلب الهائل على التوسع في الصناعات الدفاعية، ومشروع القانون الجديد ساري المفعول، وقطع الهجرة من أوروبا، كان الطلب مرتفعًا للغاية بالنسبة للمزارعين العاطلين عن العمل من الجنوب. استقل مئات الآلاف من الأمريكيين الأفارقة القطارات إلى المراكز الصناعية الشمالية في حدث تاريخي مثير يُعرف باسم الهجرة الكبرى. واجه المهاجرون الذين ذهبوا إلى بيتسبرغ والمدن المحيطة بها في غرب بنسلفانيا بين عامي 1890 و1930 تمييزًا عنصريًا وفرصًا اقتصادية محدودة. قفز عدد السكان السود في بيتسبرغ من 6000 عام 1880 إلى 27000 عام 1910. تولى العديد منهم رواتب عالية في وظائف تتطلب مهارات عالية في مصانع الصلب. ارتفع عدد السكان السود في بيتسبرغ إلى 37700 في عام 1920 (6.4% من الإجمالي) بينما تضاعف العنصر الأسود في هومستيد ورانكين وبرادوك وغيرها تقريبًا. لقد نجحوا في بناء استجابات مجتمعية فعالة مكنت من بقاء مجتمعات جديدة. يشرح المؤرخ جو تروتر عملية اتخاذ القرار:
على الرغم من أن الأمريكيين من أصل أفريقي عبّروا في كثير من الأحيان عن آرائهم حول الهجرة العظمى بمصطلحات كتابية وتلقوا التشجيع من الصحف السوداء الشمالية وشركات السكك الحديدية ووكلاء العمالة الصناعية، إلا أنهم اعتمدوا أيضًا على شبكات الأسرة والصداقة للمساعدة في الانتقال إلى ولاية بنسلفانيا الغربية. لقد شكلوا أندية للهجرة، وجمعوا أموالهم، واشتروا تذاكر بأسعار مخفضة، وغالبًا ما انتقلوا إلى مجموعات داخلية. قبل أن يتخذوا قرار الانتقال، قاموا بجمع المعلومات وناقشوا إيجابيات وسلبيات العملية.. .. في صالونات الحلاقة، وغرف المسابح، ومحلات البقالة، والكنائس، وصالات النزل، والنوادي، وفي المنازل الخاصة، ناقش السود الجنوبيون، وناقشوا، وقرروا ما هو جيد وما هو سيئ في الانتقال إلى الشمال الحضري.
بعد انتهاء الحرب وعودة الجنود إلى ديارهم، كانت التوترات شديدة للغاية، مع إضرابات نقابية خطيرة وأعمال شغب بين الأعراق في المدن الكبرى. عُرف صيف عام 1919 بالصيف الأحمر مع اندلاع أعمال عنف عنصرية أسفرت عن مقتل حوالي 1000 شخص في جميع أنحاء البلاد، معظمهم من السود.
ومع ذلك، فقد عانت جميع المجتمعات السوداء المنشأة حديثًا في الشمال تقريبًا. يشرح جو تروتر كيف بنى السود مؤسسات جديدة لمجتمعاتهم الجديدة في منطقة بيتسبرغ:
الكنائس السوداء والأوامر الأخوية والصحف (خاصةً بيتسبرغ كوريير)؛ منظمات مثل الجمعية الوطنية للنهوض بالملونين والرابطة الحضرية الوطنية وحركة غارفي؛ النوادي الاجتماعية والمطاعم وفرق البيسبول؛ انتشرت الفنادق ومحلات التجميل ومحلات الحلاقة والحانات جميعها.

## الصفقة الجديدة

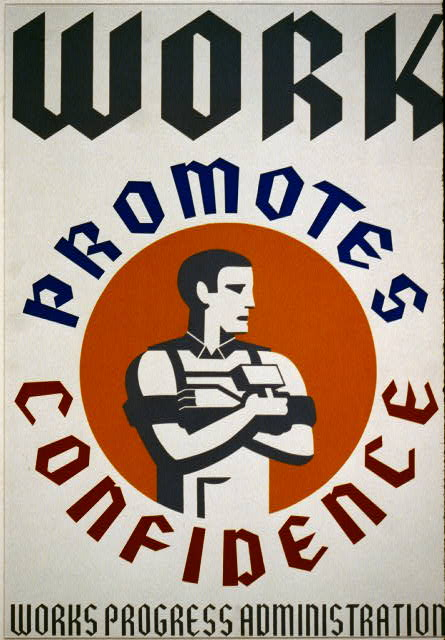
ملصق إدارة سير المشاريع يروج لمزايا التوظيف

ضرب الكساد الكبير أمريكا السوداء بشدة. في عام 1930، أفيد أن 4 من كل 5 أشخاص من السود يعيشون في الجنوب، وكان متوسط العمر المتوقع للسود أقل بـ 15 عامًا من البيض، وكان معدل وفيات الرضع السود عند 12% ضعف معدل البيض. في شيكاغو، شكّل السود 4% من السكان و16% من العاطلين عن العمل بينما كان السود في بيتسبرغ 8% من السكان و40% من العاطلين عن العمل. في يناير 1934، أفادت الصحفية لورينا هيكوك من ريف جورجيا أنها رأت «البيض والسود نصف الجائعين يكافحون في تنافس للحصول على طعام أقل مما يأكله كلبي في المنزل، من أجل امتياز العيش في أكواخ أقل راحة من بيته». كما وصفت معظم السود الجنوبيين الذين عملوا كمزارعين بأنهم يعيشون في ظل نظام قريب جدًا من العبودية. كتبت صحفية بريطانية زائرة أنها «سافرت عبر معظم أنحاء أوروبا وجزء من أفريقيا، لكنني لم أر قط مثل هذه المشاهد الرهيبة كما رأيتها بالأمس بين مزارعي أركنساس».
لم يكن للصفقة الجديدة برنامج محدد للسود فقط، لكنها سعت إلى دمجهم في جميع برامج الإغاثة التي بدأتها. كانت أهم وكالات الإغاثة هي سلك الخدمة المدنية للشباب (الذين عملوا في وحدات منفصلة)، وبرامج الإدارة الفيدرالية للإغاثة في حالات الطوارئ في 1933-1935 (تديرها البلدات والمدن المحلية)، وخاصة إدارة سير المشاريع، التي وظفت 2,000,000 أو أكثر من العمال على الصعيد الوطني بموجب الفيدرالية. السيطرة، 1935-1942. كان لجميع الأجناس نفس معدلات الأجور وظروف العمل في إدارة سير المشاريع.
كانت وكالة فيدرالية منافسة هي إدارة الأشغال العامة، التي يرأسها الناشط منذ فترة طويلة في مجال الحقوق المدنية هارولد إيكيس. لقد حددت حصصًا للشركات الخاصة التي توظف السود المهرة وغير المهرة في مشاريع البناء الممولة من خلال سلطة المياه الفلسطينية، متغلبًا على اعتراضات النقابات العمالية. وبهذه الطريقة، ضمنت الصفقة الجديدة أن يكون السود 13% من الوظائف غير الماهرة في إدارة الأشغال العامة في شيكاغو، و60% في فيلادلفيا و71% في جاكسونفيل، فلوريدا؛ كانت حصتهم من الوظائف التي تتطلب مهارات 4% و6% و17% على التوالي. في وزارة الزراعة، كان هناك صراع بيروقراطي طويل في 1933-1935 بين أحد الفصائل التي فضلت ارتفاع الأسعار للمزارعين مقابل فصيل آخر فضل الإصلاحات لمساعدة المزارعين، وخاصة السود منهم. عندما كتب أحد مسؤولي وزارة الزراعة، ألجير هيس، في أوائل عام 1935 توجيهاً للتأكد من أن الملاك الجنوبيين كانوا يدفعون للمزارعين مقابل عملهم (وهو ما لم يفعله معظمهم)، اقتحم السناتور إليسون د. فلة، لا يمكنك فعل هذا مع الزنوج، ودفع الشيكات لهم ". وقف وزير الزراعة، هنري أ. والاس، إلى جانب سميث ووافق على إلغاء التوجيه. كما اتضح، كانت الطريقة الأكثر فعالية للمزارعين السود للهروب من حياة الفقر في الجنوب هي الانتقال إلى الشمال أو كاليفورنيا.
كان الرد الفوري تحولًا في تصويت السود في المدن الشمالية من الحزب الجمهوري إلى الديمقراطيين (نادرًا ما صوت السود في الجنوب.)  في الولايات الجنوبية حيث صوت عدد قليل من السود، اغتنم القادة السود الفرصة للعمل داخل الوكالات الفيدرالية الجديدة كأخصائيين اجتماعيين وإداريين، مع التركيز على إعداد جيل جديد سيصبح قادة للقواعد الشعبية التي يمكنها يتم تعبئتها في تاريخ ما في المستقبل من أجل الحقوق المدنية. عين الرئيس فرانكلين دي روزفلت أول قاضٍ فيدرالي أسود، ويليام هـ. هاستي، وأنشأ «حكومة سوداء» غير رسمية بقيادة ماري ماكليود بيثون لتقديم المشورة له. أمر روزفلت الوكالات الفيدرالية مثل سلك الخدمة المدنية وإدارة سير المشاريع وإدارة الأشغال العامة بعدم التمييز ضد الأمريكيين السود. كانت زوجة الرئيس، إليانور روزفلت (التي كانت صديقة مقربة لبيثون)، متعاطفة بشكل خاص مع الأمريكيين من أصل أفريقي وحثت زوجها على انفراد على بذل المزيد لمحاولة مساعدة الأمريكيين السود. أثارت حقيقة أن إدارة الأشغال المدنية دفعت نفس الأجور للعمال السود مثل العمال البيض استياءًا كبيرًا في الجنوب، وفي وقت مبكر من عام 1933، كان السياسيون الجنوبيون المحافظون يدعون أن مدفوعات الإغاثة الفيدرالية تسببت في انتقال السود إلى المدن ليصبحوا «طبقة رفاهية دائمة». أظهرت الدراسات أن السود كانوا عرضة للبطالة مرتين مثل البيض، وأن خُمس الأشخاص الذين يتلقون مدفوعات الإغاثة الفيدرالية هم من السود، وهو ضعف نصيبهم من السكان.
كان المجتمع الأسود في شيكاغو معقلًا للآلة الجمهورية، ولكن في فترة الكساد العظيم، انهارت الآلة. انتقل الناخبون والقادة بشكل جماعي إلى الحزب الديمقراطي حيث عرضت الصفقة الجديدة برامج الإغاثة وعرضت آلة المدينة الديموقراطية مناصب مناسبة في الحزب الديمقراطي لقادة مثل وليام داوسون، الذي ذهب إلى الكونجرس.
طالب المتشددون بمشروع قانون اتحادي لمكافحة الإعدام خارج نطاق القانون، لكن الرئيس روزفلت كان يعلم أنه لن يمرر الكونجرس أبدًا ولكنه سيقسم ائتلاف الصفقة الجديدة. نظرًا لأن الجنوبيين البيض المحافظين كانوا يميلون إلى التصويت ككتلة للحزب الديمقراطي مع كون جميع أعضاء مجلس الشيوخ وأعضاء الكونغرس من الجنوب في الثلاثينات من القرن الماضي ديمقراطيين، فقد أدى هذا إلى جذب الحزب الديمقراطي الوطني إلى اليمين في العديد من القضايا بينما شكل السياسيون الجنوبيون قوة قوية. كتلة في الكونجرس. عندما ألقى وزير أسود، مارشال إل. شيبرد، صلاة الافتتاح في المؤتمر الوطني للحزب الديمقراطي في فيلادلفيا عام 1936، خرج السناتور إليسون د. سميث، صارخًا: «هذا الاجتماع الهجين ليس مكانًا لرجل أبيض!» على الرغم من أن رد فعل سميث كان متطرفًا، إلا أن سياسيين ديمقراطيين آخرين من الجنوب أوضحوا لروزفلت أنهم مستاءون للغاية. في انتخابات عام 1936، فعل الأمريكيون الأفارقة الذين كان بإمكانهم التصويت بأغلبية ساحقة ذلك لصالح روزفلت، وهي المرة الأولى التي يفوز فيها مرشح ديمقراطي لمنصب الرئيس في تصويت السود.
في نوفمبر 1936، أصبح الثنائي الأمريكي باك وبابلز أول من يظهر السود على شاشة التلفزيون، وإن كان ذلك على قناة تلفزيونية بريطانية.
في أبريل 1937، قرأ عضو الكونجرس إيرل سي ميتشنر على أرض مجلس النواب وصفًا لإعدام روزفلت تاونز وروبرت مكدانيلس في دك هيل، ميسيسيبي في 13 أبريل 1937، واصفًا بالتفصيل كيف ربطت مجموعة من الغوغاء البيض شخصين. الرجال السود إلى شجرة، قاموا بتعذيبهم بموقد اللحام، ثم قتلوهم في النهاية. قدم ميشينر مشروع قانون مناهضة الإعدام خارج نطاق القانون الذي أقره مجلس النواب، ولكن تم إيقافه في مجلس الشيوخ حيث قام أعضاء مجلس الشيوخ الجنوبيون بتعطيل مشروع القانون حتى تم سحبه في 21 فبراير 1938. ضغط كل من قادة الحقوق المدنية والسيدة الأولى، إليانور روزفلت، على الرئيس روزفلت لدعم مشروع قانون مناهضة الإعدام خارج نطاق القانون، لكن دعمه كان فاترًا في أحسن الأحوال. قال روزفلت لوالتر فرانسيس وايت من الجمعية الوطنية للنهوض بالملونين إنه دعم شخصيًا مشروع قانون مكافحة الإعدام خارج نطاق القانون، لكن هذا: «لم أختر الأدوات التي يجب أن أعمل بها. لو سُمح لي باختيارهم، لكنت اخترت أنواعًا مختلفة تمامًا. لكن عليّ الحصول على تشريع لإنقاذ أمريكا. الجنوبيون بسبب حكم الأقدمية في الكونجرس هم رؤساء أو يشغلون مناصب إستراتيجية في معظم لجان مجلس الشيوخ ومجلس النواب. إذا خرجت من أجل مشروع قانون مكافحة الملاريا الآن، فسوف يمنعون كل مشروع قانون أطلب من الكونجرس تمريره لمنع أمريكا من الانهيار. أنا فقط لا أستطيع المخاطرة».
من خلال روزفلت كان متعاطفًا، وزوجته أكثر تعاطفًا مع محنة الأمريكيين من أصل أفريقي، لكن قوة الكتلة الديمقراطية الجنوبية في الكونجرس، التي لم يرغب في توليها، حدت من خياراته. من خلال عدم تصميمه بشكل صريح لمساعدة الأمريكيين السود، أيد روزفلت قانون معايير العمل العادل لعام 1938، الذي فرض حدًا أدنى للأجور على المستوى الوطني يبلغ 40 سنتًا في الساعة وأربعين ساعة عمل في الأسبوع مع حظر عمالة الأطفال، والذي كان يهدف إلى مساعدة الأمريكيين الأفقر. عارضت كتلة الكونجرس الجنوبي بشدة قانون معايير العمل العادل، الذي رأوا أنه هجوم على طريقة الحياة الجنوبية بأكملها، والتي كانت تستند إلى الأجور المنخفضة للغاية (على سبيل المثال، كان الحد الأدنى للأجور 50 سنتًا في اليوم في ساوث كارولينا)، وتسبب في قطع بعضهم مع روزفلت. في عام 1938، قام روزفلت بحملة في الانتخابات التمهيدية للحزب الديمقراطي لهزيمة ثلاثة من أعضاء مجلس الشيوخ من الحزب الديمقراطي الجنوبي المحافظ، والتر ف. جورج، وميلارد تيدينجز، وإليسون "كوتون إد" سميث، الذين عادوا جميعًا. في وقت لاحق من عام 1938، تحالف الديمقراطيون الجنوبيون المحافظون مع الجمهوريين المحافظين، وشكلوا تحالفًا في الكونجرس حد بشدة من قدرة روزفلت على تمرير التشريعات الليبرالية.
بعد أن أقر الكونجرس قانون الخدمة الانتقائية في سبتمبر 1940 الذي وضع مشروع القانون، أصدر أ. فيليب راندولف، رئيس نقابة الأخوان السود لحمالى السيارات النائمة، قرارًا يدعو الحكومة إلى إلغاء الفصل العنصري في الجيش. نظرًا لأن السيدة الأولى إليانور روزفلت حضرت اجتماع الأخوة الذي أقر القرار، فقد ساد الاعتقاد على نطاق واسع أن الرئيس كان داعمًا. زار راندولف لاحقًا البيت الأبيض في 27 سبتمبر 1940، حيث بدا أن الرئيس روزفلت متعاطفًا بنفس القدر. شعر راندولف بالخيانة الشديدة حيث علم أن الجيش سيظل منفصلاً بعد كل شيء على الرغم من كلمات الرئيس الدافئة. كان روزفلت قد بدأ برنامجًا لإعادة التسلح، وشعر أنه لا يمكن الوثوق بالرئيس، وشكل راندولف مسيرة حركة واشنطن، وأعلن عن خطط لمسيرة ضخمة للحقوق المدنية في واشنطن العاصمة تطالب بإلغاء الفصل العنصري بين الجيش والمصانع في الدفاع. صناعة في 1 يوليو 1941.
في يونيو 1941 مع اقتراب الموعد النهائي للمسيرة، طلب روزفلت إلغاؤها، قائلاً إن 100 ألف شخص أسود يتظاهرون في واشنطن سيخلقون مشاكل له. في 18 يونيو 1941، التقى راندولف مع روزفلت مع رئيس بلدية نيويورك، فيوريلو إتش لاغوارديا الذي كان وسيطًا، حيث تم الاتفاق على إلغاء المسيرة في مقابل الأمر التنفيذي رقم 8802، الذي حظر التمييز في مصانع تصنع أسلحة للجيش. في عام 1941، كانت إدارة روزفلت، من خلال محايد رسميًا، تميل في اتجاه الحلفاء للغاية مع قيام الولايات المتحدة بتوفير الأسلحة لبريطانيا العظمى والصين (سينضم إليها الاتحاد السوفيتي بعد 22 يونيو 1941)، وكان الرئيس بحاجة إلى التعاون. من الكونغرس قدر الإمكان، حيث كانت تسمع الأصوات الانعزالية بشكل متكرر. جادل روزفلت لراندولف بأنه لا يستطيع استعداء الكتلة القوية من الديمقراطيين الجنوبيين المحافظين في الكونجرس، وكان إلغاء الفصل العنصري في الجيش غير وارد لأن الديمقراطيين الجنوبيين لن يقبلوا به أبدًا؛ على النقيض من ذلك، كما أشارت لاغوارديا، كانت معظم المصانع في صناعة الدفاع موجودة في كاليفورنيا والغرب الأوسط والشمال الشرقي.

### القطن
عملت أكبر مجموعة من السود في مزارع القطن في أعماق الجنوب كمزارعين أو مزارعين مستأجرين؛ عدد قليل من يملكون مزارعهم. وكانت أعداد كبيرة من البيض أيضا المزارعين المستأجرين والمزارعين المستأجرين. تميزت الزراعة المستأجرة بإنتاج القطن والتبغ في جنوب ما بعد الحرب الأهلية. مع تدهور الاقتصاد الزراعي في أوائل الثلاثينات، أصيب جميع المزارعين في جميع أنحاء البلاد بأضرار بالغة. وكان أسوأ ما يلحق الضرر بالمزارعين المستأجرين (الذين كان لديهم سيطرة أكبر نسبيًا) والمزارعين (الذين كانت لديهم سيطرة أقل)، وكذلك العمال المياومين (معظمهم من السود، مع أقل سيطرة).
كانت المشكلة هي الأسعار المنخفضة للغاية للمنتجات الزراعية وكان حل الصفقة الجديدة هو رفعها عن طريق خفض الإنتاج. وقد أنجزت ذلك في الجنوب من خلال اتفاقية قانون التكيف الزراعي، التي أعطت مالكي الأراضي عقودًا لتخفيض المساحات، والتي تم دفعها مقابل عدم زراعة القطن أو التبغ في جزء من أراضيهم. بموجب القانون، طُلب منهم أن يدفعوا للمزارعين المستأجرين والمزارعين على أراضيهم جزءًا من المال، لكن البعض خدع في هذا الحكم، مما أضر بالمستأجرين والمزارعين. كان عمال المزرعة الذين عملوا مباشرة لمالك الأرض هم في الغالب من فقدوا وظائفهم. بالنسبة لمعظم المستأجرين والمزارعين، كانت قانون التكيف الزراعي مساعدة كبيرة. خلص الباحثون في ذلك الوقت إلى أنه «بقدر ما كان برنامج التحكم بقانون التكيف الزراعي مسؤولاً عن ارتفاع أسعار [القطن]، فإننا نستنتج أنه زاد من كمية السلع والخدمات التي يستهلكها مستأجرو القطن والمزارعون». علاوة على ذلك، يسمح أصحاب الأراضي عادةً للمستأجرين والمزارعين باستخدام الأرض التي تم إخراجها من الإنتاج لاستخدامهم الشخصي في زراعة المحاصيل الغذائية والأعلاف، مما أدى إلى زيادة مستوى معيشتهم. والنتيجة الأخرى هي أن المستويات التاريخية المرتفعة لدوران من سنة إلى أخرى انخفضت بشكل حاد، حيث يميل المستأجرون والنحاس إلى البقاء مع نفس مالك الأرض. وخلص الباحثون إلى أنه «كقاعدة عامة، يبدو أن المزارعين يفضلون الزنوج على البيض كمستأجرين ونحاسيين.» 
بمجرد وصول المكننة إلى القطن (بعد عام 1945)، كان المستأجرون والمزارعون فائضون إلى حد كبير؛ انتقلوا إلى البلدات والمدن.

## الحرب العالمية الثانية

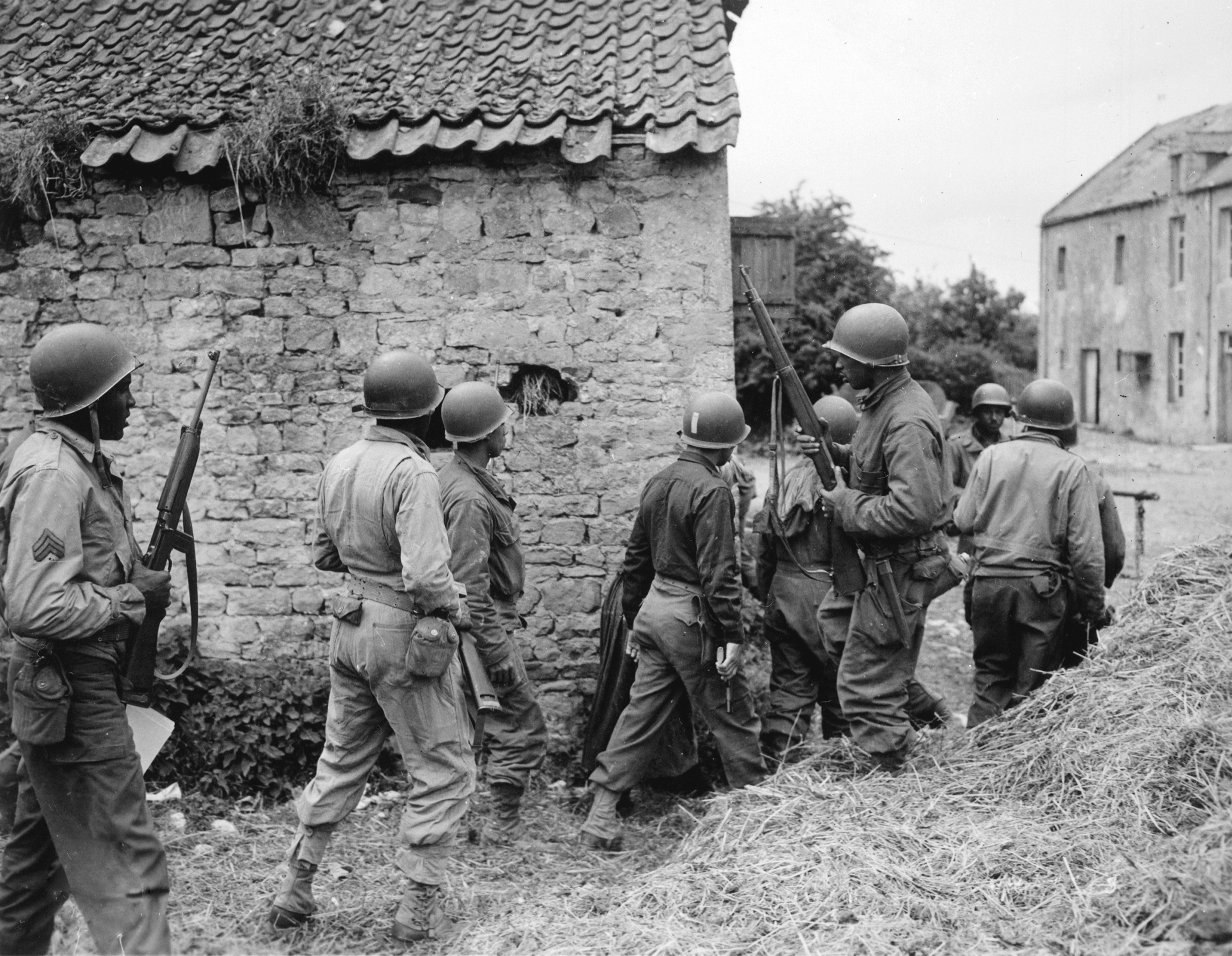
جنود سود يتعقبون قناص أوماها بيتشهيد، بالقرب من فيرفيل سور مير، فرنسا. 10 يونيو 1944

### دعوة لحملة النصر المزدوج
دعت صحيفة (بالإنجليزية: The Pittsburgh Courier) الأمريكية الأفريقية إلى حملة «النصر المزدوج» في افتتاحية عام 1942، قائلة إنه يجب على جميع السود العمل من أجل «الانتصار على أعدائنا في الداخل والنصر على أعدائنا في ساحة المعركة. خارج البلاد». وزعمت الصحيفة أن انتصار دول المحور، وخاصة ألمانيا النازية، سيكون بمثابة كارثة للأمريكيين من أصل أفريقي بينما تتيح الحرب في نفس الوقت فرصة «لإقناع وإحراج وإجبار وفضح حكومتنا وأمتنا ... إلى موقف أكثر استنارة تجاه عُشر شعبها». تبنى الأمريكيون الأفارقة شعار «النصر المزدوج» على الفاشية في الخارج والعنصرية في الداخل على نطاق واسع خلال الحرب.

### الجيش
أكثر من 1.9 مليون شخص أسود خدموا بالزي العسكري خلال الحرب العالمية الثانية. خدموا في وحدات منفصلة. خدمت النساء السود في فيلق الجيش النسائي وفي الجيش أيضا، لكن قلة قليلة منهن خدمن في البحرية.
كشفت المسودة بشكل صارخ عن الظروف المعيشية السيئة لمعظم الأمريكيين من أصل أفريقي حيث رفضت مجالس الخدمة الانتقائية 46% من الرجال السود الذين تم استدعاؤهم لأسباب صحية مقارنة بـ 30% من الرجال البيض الذين تم استدعاؤهم. تبين أن ما لا يقل عن ثلث الرجال السود في الجنوب الذين استدعتهم مجالس التجنيد هم أميون. كان أداء السود الجنوبيين سيئًا في اختبار التصنيف العام للجيش (AGCT)، وهو اختبار كفاءة مصمم لتحديد الدور الأكثر ملاءمة لأولئك الذين تمت صياغتهم، والذي لم يكن اختبارًا للذكاء. من الرجال السود من الجنوب الذين تمت صياغتهم، وقع 84% في أدنى فئتين في اختبار التصنيف العام للجيش. نظرًا لارتفاع معدل الفشل الناجم عن نظام التعليم شبه غير الموجود للأمريكيين من أصل أفريقي في الجنوب، فقد اضطر الجيش إلى تقديم تعليمات علاجية للأمريكيين من أصل أفريقي الذين وقعوا في الفئات الدنيا من اختبار التصنيف العام للجيش. بحلول عام 1945، تعلم حوالي 150 ألف رجل أسود القراءة والكتابة أثناء وجودهم في الجيش. أدت الظروف المعيشية السيئة في المناطق الريفية الأمريكية التي ابتليت بها كل من الأمريكيين البيض والسود إلى قيام الجيش بعمل صحي علاجي أيضًا. قام أخصائيو البصريات في الجيش بتجهيز 2.25 مليون رجل يعانون من ضعف البصر بنظارات طبية للسماح لهم بالتجنيد بينما قام أطباء الأسنان في الجيش بتجهيز 2.5 مليون من المجندين الذين كانوا سيُستبعدون بسبب الحالة السيئة لأسنانهم بأطقم الأسنان.
تقع معظم المعسكرات التدريبية للجيش البالغ عددها 231 في الجنوب، والتي كانت في الغالب ريفية وحيث كانت الأرض أرخص. وجد السود من خارج الجنوب الذين تم إرسالهم إلى معسكرات التدريب أن الحياة في الجنوب لا تطاق تقريبًا. أدت التوترات في قواعد تدريب الجيش والبحرية بين المتدربين السود والبيض إلى اندلاع عدة أعمال عنف عنصري، حيث تم إعدام المتدربين السود في بعض الأحيان. في ما يسمى معركة جسر بامبر في 24-25 يونيو 1943 في لانكشاير، شهدت مدينة بامبر بريدج تبادل لإطلاق النار بين جنود أبيض وأسود أسفر عن مقتل شخص واحد. في محاولة لحل مشكلة العنف العنصري، كلفت وزارة الحرب في عام 1943 المخرج فرانك كابرا بعمل الفيلم الدعائي الجندي الزنجي (بالإنجليزية: The Negro Soldier).
لوحظ أن الفرقة 92 المنفصلة، التي خدمت في إيطاليا، كانت معروفة بالعلاقات العدائية بين ضباطها البيض والجنود السود. في محاولة لتخفيف التوترات العرقية، تم دمج الفرقة 92 في عام 1944 من خلال وجود فريق فوج قتالي 442 أمريكي ياباني بالكامل مع فوج أبيض واحد مخصص لها. تم تكليف الفرقة 93 المعزولة، والتي خدمت في المحيط الهادئ، بمهام «تطهير» في الجزر التي يسيطر عليها الأمريكيون في الغالب. استاء الجنود السود بشكل كبير من الفصل العنصري واشتكى أولئك الذين يخدمون في أوروبا من أن أسرى الحرب الألمان كانوا يقدمون طعامًا أفضل مما كانوا عليه.
تم فصل القوات البحرية وكان عادة ما يتم تكليف البحارة السود بعمل وضيع مثل عمال التحميل والتفريغ. في ميناء شيكاغو في 17 يوليو 1944، بينما كان معظم عمال الشحن والتفريغ من السود يقومون بتحميل سفينتي إمداد للبحرية، وقع انفجار أسفر عن مقتل 320 رجلاً، من بينهم 202 من السود. تم إلقاء اللوم في الانفجار على نطاق واسع على نقص تدريب عمال الشحن والتفريغ في بلاك، ورفض 50 من الناجين من الانفجار أمرًا بالعودة إلى العمل، مطالبين بتدريب السلامة أولاً. في الجلسة العسكرية اللاحقة لـ «ميناء شيكاغو» بتهمة التمرد، صرح محامي الدفاع عنهم، ثورغود مارشال: «الزنوج في البحرية لا يمانعون في تحميل الذخيرة. إنهم يريدون فقط معرفة سبب كونهم الوحيدين الذين يقومون بالتحميل! يريدون معرفة سبب عزلهم؛ لماذا لا يتم ترقيتهم، ولماذا تجاهلت البحرية التحذيرات الرسمية من قبل نقابات الواجهة البحرية في سان فرانسيسكو ... بأن الانفجار كان لا مفر منه إذا استمروا في استخدام بحارة غير مدربين في تحميل الذخيرة». على الرغم من إدانة البحارة، أدت كارثة ميناء شيكاغو إلى قيام البحرية في أغسطس 1944 بالسماح للبحارة السود بالخدمة جنبًا إلى جنب مع البحارة البيض على متن السفن، بحيث يُمن للسود أن يشكلوا 10% فقط من الطاقم.
من خلال الجيش كان مترددًا في إرسال الوحدات السوداء إلى القتال، أثبتت الوحدات المنفصلة الشهيرة قيمتها في القتال. ما يقرب من 75 في المائة من الجنود الذين خدموا في المسرح الأوروبي كسائقي شاحنات لشركة رد بول إكسبريس (بالإنجليزية: Red Ball Express) وأبقوا خطوط إمداد الحلفاء مفتوحة كانوا أمريكيين من أصل أفريقي. خلال أزمة معركة الانتفاخ في ديسمبر 1944، سمح الجيش بتشكيل عدة فصائل مشاة متكاملة، تم تفكيكها من خلال هذه الفصائل بمجرد انتهاء الأزمة. ومع ذلك، أظهرت تجربة الفصائل المتكاملة في ديسمبر 1944 أن الاندماج لا يعني انهيار الانضباط العسكري كما ادعى الكثيرون، وكان عاملاً في إلغاء الفصل العنصري في القوات المسلحة في وقت لاحق. قتل ما مجموعه 708 من الأمريكيين الأفارقة في القتال خلال الحرب العالمية الثانية.
كانت الخدمة المتميزة لهذه الوحدات عاملاً في أمر الرئيس هاري ترومان بإنهاء التمييز في القوات المسلحة في يوليو 1948، بإصدار الأمر التنفيذي 9981. أدى هذا بدوره إلى تكامل القوات الجوية والخدمات الأخرى في أوائل الخمسينات من القرن الماضي. في كتابه «رياح صاعدة» كتب والتر فرانسيس وايت من الجمعية الوطنية للنهوض بالملونين: «لقد أدت الحرب العالمية الثانية إلى تضخيم وعي الزنجي بالمهنة الأمريكية وممارستها للديمقراطية... [قدامى المحاربين السود] سيعودون إلى ديارهم وهم مقتنعون بأن أي تحسن في مصيرهم يجب أن يأتي إلى حد كبير من جهودهم الخاصة. سيعودون مصممين على استخدام هذه الجهود إلى أقصى حد».

### غير عسكري

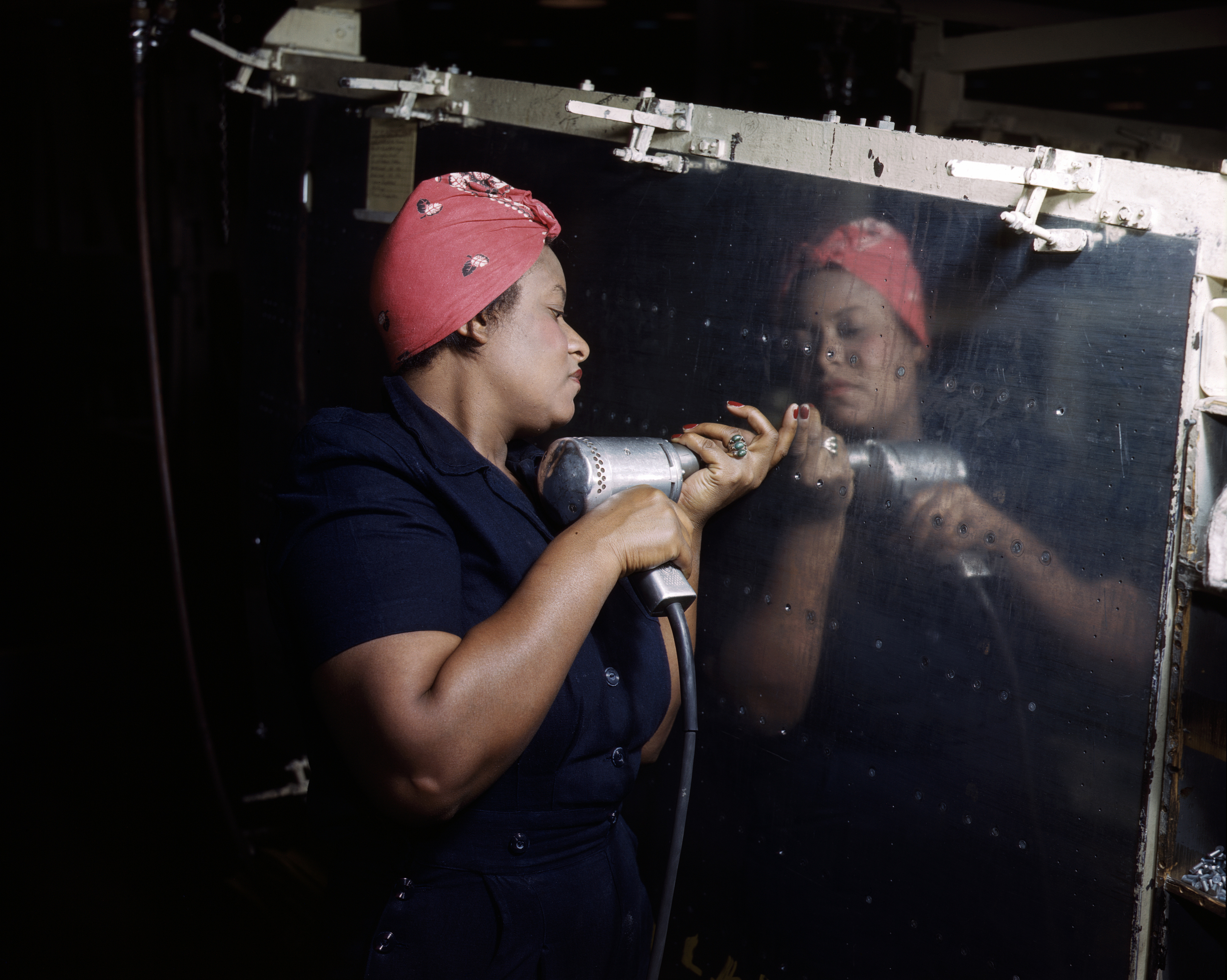
روزي المبرشمة

بسبب النقص الهائل نتيجة لدخول الولايات المتحدة في الحرب العالمية الثانية، ذهب أرباب العمل في مجال الدفاع من المدن الشمالية والغربية إلى الجنوب لإقناع السود والبيض هناك بمغادرة المنطقة بوعد بأجور أعلى وفرص أفضل. ونتيجة لذلك، غادر الأمريكيون من أصل أفريقي الجنوب بأعداد كبيرة إلى مراكز الذخيرة في الشمال والغرب للاستفادة من النقص الناجم عن الحرب، مما أدى إلى الهجرة الكبرى الثانية. بينما كانوا يعيشون إلى حد ما في ظروف أفضل من الجنوب (على سبيل المثال، يمكنهم التصويت وإرسال الأطفال إلى مدارس أفضل)، إلا أنهم واجهوا تمييزًا واسع النطاق بسبب التعصب الأعمى والخوف من التنافس على السكن والوظائف بين السكان البيض. 
عندما علم روزفلت أن العديد من الشركات في صناعة الدفاع كانت تنتهك روح، إن لم يكن خطاب الأمر التنفيذي 8802 من خلال توظيف السود فقط في مناصب وضيعة مثل عمال النظافة وحرمانهم من فرصة العمل كعمال مهرة بأجور عالية، فقد عزز بشكل كبير لجنة ممارسات التوظيف العادلة (FEPC) مع أوامر بتغريم الشركات التي لا تعامل موظفيها السود على قدم المساواة. في عام 1943، أعطى روزفلت لجنة ممارسات التوظيف العادلة ميزانية نصف مليون دولار واستبدل المتطوعين غير المدفوع الأجر الذين سبق لهم العمل في لجنة ممارسات التوظيف العادلة بفريق عمل مدفوع الأجر يتركز في المقر الإقليمي في جميع أنحاء البلاد مع تعليمات لتفقد مصانع الصناعات الدفاعية لضمان الروح والحرف. من الأمر التنفيذي رقم 8802 تمت طاعته. كان روزفلت يعتقد أن توظيف الرجال والنساء السود في صناعة الدفاع كعمال مهرة من شأنه أن يمنحهم أجورًا أعلى بكثير مما كانوا يحصلون عليه من قبل، ويشكل في النهاية نواة الطبقة الوسطى السوداء. عندما علم الرئيس أن بعض النقابات كانت تضغط من أجل منح الموظفين السود وظائف «مساعدة» وضيعة في المصانع، أصدر تعليماته إلى المجلس الوطني لعلاقات العمل بإلغاء هذه النقابات. في عام 1944، عندما بدأ نقابة سائقي عربات الترولي في فيلادلفيا في إضراب للاحتجاج على خطط توظيف الأمريكيين الأفارقة كسائقي عربات، أرسل روزفلت قوات لكسر الإضراب. في عام 1942، شكل السود 3% من القوة العاملة في صناعة الدفاع. بحلول عام 1945، شكل السود 8% من القوة العاملة في مصانع الصناعات الدفاعية (كان السود يشكلون 10% من السكان).
كانت التوترات العرقية عالية أيضًا بين البيض والأقليات العرقية حيث شهدت مدن مثل شيكاغو وديترويت ولوس أنجلوس وهارلم أعمال شغب عرقية في عام 1943. في مايو 1943، في موبايل، ألاباما، عندما قام حوض بناء السفن المحلي بترقية بعض الرجال السود لتدريبهم على اللحام، قام العمال البيض بأعمال شغب وإصابة 11 من زملائهم السود بجروح خطيرة. في لوس أنجلوس، شهدت أعمال شغب زوت سوت في الفترة من 3 إلى 8 يونيو 1943 مهاجمة الجنود البيض لشيكانو (أمريكي مكسيكي) وشبان سود لارتدائهم بدلات زوت. في 15 يونيو 1943، في بومونت، تكساس، شهدت مذبحة حشودًا بيضاء تحطم منازل السود أثناء إعدام رجلين من السود. في ديترويت، التي توسعت بشكل كبير خلال سنوات الحرب مع 50.000 من السود من الجنوب و200.000 من البيض «الهيلبيلي» من أبالاتشيا انتقلوا إلى المدينة للعمل في المصانع، دفعت المنافسة على مساكن إيجارية قليلة التوترات إلى حافة الهاوية. في 20 يونيو 1943، أدت شائعات كاذبة عن قيام مجموعة من الغوغاء البيض بإعدام 3 رجال سود إلى اندلاع أعمال شغب عنصرية في ديترويت خلفت 34 قتيلاً، من بينهم 25 من السود. في 1 - 2 أغسطس 1943، أدت أعمال شغب عرقية أخرى في هارلم إلى مقتل 6 من السود.
سياسيًا، ترك السود الحزب الجمهوري وانضموا إلى تحالف الصفقة الديمقراطية الجديدة للرئيس فرانكلين روزفلت، الذي أعجبهم به على نطاق واسع. قرر القادة السياسيون والوزراء ومحررو الصحف الذين صاغوا الرأي في حملة النصر المزدوج: الانتصار على الفاشية الألمانية واليابانية في الخارج، والانتصار على التمييز في الداخل. أنشأت الصحف السوداء حملة النصر المزدوجلبناء الروح المعنوية للسود وتجنب العمل الراديكالي. خلال سنوات الحرب، توسعت الجمعية الوطنية للنهوض بالملونين عشرة أضعاف، حيث بلغ عدد أعضائها أكثر من نصف مليون بحلول عام 1945. بدأت مجموعة الحقوق المدنية الجديدة لجنة المساواة العرقية (CORE)، التي تأسست عام 1942، مظاهرات تطالب بإلغاء الفصل العنصري في الحافلات والمسارح والمطاعم. في إحدى مظاهرات لجنة المساواة العرقية خارج مطعم منعزل في واشنطن العاصمة في عام 1944 كانت هناك لافتات كتب عليها «نموت معًا، فلنأكل معًا» و«هل أنت من أجل طريقة هتلر أم الطريقة الأمريكية؟». في عام 1944، نشر الخبير الاقتصادي السويدي جونار ميردال كتابه الأكثر مبيعًا «معضلة أمريكية: مشكلة الزنوج والديمقراطية الحديثة» حيث وصف بتفصيل كبير آثار تفوق البيض على الأمريكيين السود، وتنبأ على المدى الطويل بأن نظام جيم كرو كان غير مستدام، كما قال إنه بعد الحرب لن يكون الأمريكيون الأفارقة على استعداد لقبول وضع دائم من الدرجة الثانية.
كانت معظم النساء السود عاملات مزارع أو خادمات منازل قبل الحرب. على الرغم من التمييز والمرافق المنفصلة في جميع أنحاء الجنوب، فقد هربوا من رقعة القطن وعملوا في وظائف الياقات الزرقاء في المدن. من خلال العمل مع اللجنة الفيدرالية لممارسات التوظيف العادلة، واتحادات الجمعية الوطنية للنهوض بالملونين وCIO، خاضت هؤلاء النساء السود حملة النصر المزدوجضد المحور في الخارج وضد ممارسات التوظيف التقييدية في المنزل. أعادت جهودهم تعريف المواطنة، وساوت بين وطنيتهم والعمل الحربي، والسعي إلى فرص عمل متساوية، واستحقاقات حكومية، وظروف عمل أفضل كظروف مناسبة للمواطنين الكاملين. في الجنوب، عملت النساء السود في وظائف منفصلة. تم دمجهم في الغرب ومعظم الشمال، ولكن اندلعت الضربات الوحشية في ديترويت وبالتيمور وإيفانسفيل حيث رفض المهاجرون البيض من الجنوب العمل جنبًا إلى جنب مع النساء السود. وكان أكبر «إضرابات الكراهية» هو إضراب النساء البيض في مصنع ويسترن إلكتريك في بالتيمور، حيث اعترضن على مشاركة الحمام مع النساء السود.

### هوليوود
«الطقس العاصف» (فيلم 1943) (بطولة لينا هورن وبيل روبنسون وكاب كالواي)، جنبًا إلى جنب مع كابين إن ذا سكاي (1943) (بطولة إثيل ووترز وإيدي "روتشستر" أندرسون ولينا هورن ولويس أرمسترونغ)، والمسرحيات الموسيقية الأخرى في الأربعينات من القرن الماضي، فتحت أدوارًا جديدة للسود في هوليوود. لقد اخترقوا الصور النمطية القديمة وتجاوزوا بكثير الأدوار المحدودة ذات الأجر الضئيل المتاحة في أفلام العرق التي يتم إنتاجها لجميع الجماهير من السود.

رسم بياني يوضح النسبة المئوية للسكان الأمريكيين من أصل أفريقي الذين يعيشون في الجنوب الأمريكي، 1790-2010.

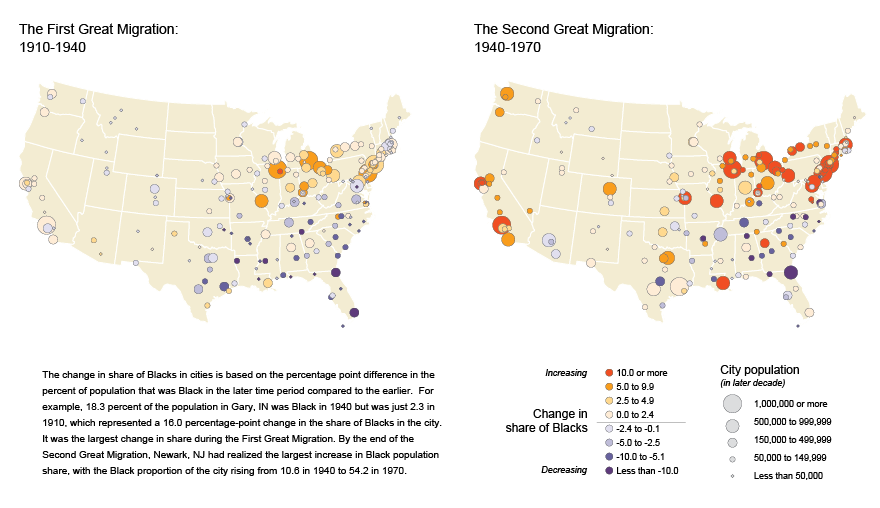
تظهر الهجرات العظمى الأولى والثانية من خلال التغيرات في حصة الأمريكيين من أصل أفريقي من السكان في المدن الأمريكية الكبرى، 1916-1930 و1940-1970

## الهجرة الكبرى الثانية
كانت الهجرة الكبرى الثانية هي هجرة أكثر من 5 ملايين أمريكي من أصل أفريقي من الجنوب إلى المناطق الثلاث الأخرى في الولايات المتحدة. حدث ذلك من عام 1941، خلال الحرب العالمية الثانية، واستمر حتى عام 1970. كانت أكبر بكثير وذات طابع مختلف عن أول هجرة عظيمة (1910-1940). يفضل بعض المؤرخين التمييز بين الحركات لهذه الأسباب.
في الهجرة الكبرى الثانية، انتقل أكثر من خمسة ملايين أمريكي من أصل أفريقي إلى مدن في ولايات في الشمال الشرقي والغرب الأوسط والغرب، بما في ذلك الساحل الغربي، حيث تركزت العديد من الوظائف الماهرة في صناعة الدفاع. كان المزيد من هؤلاء المهاجرين بالفعل عمال حضريين أتوا من مدن الجنوب. كانوا متعلمين أفضل ولديهم مهارات أفضل من الأشخاص الذين لم يهاجروا.
مقارنة بالمهاجرين الريفيين في الفترة من 1910 إلى 40، كان العديد من الأمريكيين الأفارقة في الجنوب يعيشون بالفعل في مناطق حضرية وكان لديهم مهارات وظيفية في المناطق الحضرية قبل انتقالهم. انتقلوا لتولي وظائف في المدن الصناعية المزدهرة وخاصة الوظائف العديدة في صناعة الدفاع خلال الحرب العالمية الثانية. كان العمال الذين اقتصروا على وظائف منفصلة ومتدنية المهارات في المدن الجنوبية قادرين على الحصول على وظائف ذات مهارات عالية وبأجر جيد في أحواض بناء السفن في الساحل الغربي. كان تأثير المجتمعات المتجانسة عنصريًا المكونة بشكل كبير من المهاجرين السود الذين تشكلوا بسبب الفصل المكاني في مدن المقصد هو أنهم تأثروا إلى حد كبير بالثقافة الجنوبية التي جلبوها معهم. تم استيراد الطعام والموسيقى وحتى الوجود التمييزي للشرطة البيضاء في هذه الأحياء إلى حد ما من التجارب الجماعية للمهاجرين الأمريكيين من أصل أفريقي شديد التركيز. غالبًا ما افترض الكتاب أن المهاجرين الجنوبيين ساهموا بشكل غير متناسب في التغييرات في الأسرة الأمريكية الأفريقية في المدينة الداخلية. ومع ذلك، تظهر بيانات الإحصاء السكاني لعام 1940 حتى عام 1990 أن هذه العائلات أظهرت في الواقع أنماطًا عائلية أكثر تقليدية - عدد أكبر من الأطفال الذين يعيشون مع أبوين، والمزيد من النساء المتزوجات اللائي يعشن مع أزواجهن، وعدد أقل من الأمهات غير المتزوجات.
بحلول نهاية الهجرة الكبرى الثانية، أصبح الأمريكيون الأفارقة سكانًا حضريين. أكثر من 80 في المئة يعيشون في المدن. بقي 53 في المائة في جنوب الولايات المتحدة، بينما عاش 40 في المائة في ولايات الشمال الشرقي والشمال الأوسط و7 في المائة في الغرب.

## حركة الحقوق المدنية
أصدرت المحكمة العليا قرارًا تاريخيًا في قضية براون ضد. مجلس التعليم (1954) في توبيكا. ينطبق هذا القرار على المرافق العامة، وخاصة المدارس الحكومية. حدثت الإصلاحات ببطء وفقط بعد نشاط منسق من قبل الأمريكيين الأفارقة. جلب الحكم أيضًا زخمًا جديدًا لحركة الحقوق المدنية. ظهرت المقاطعات ضد أنظمة النقل العام المنفصلة في الجنوب، وكان أبرزها مقاطعة الحافلات في مونتغمري. تم تنظيم مجموعات الحقوق المدنية مثل مؤتمر القيادة المسيحية الجنوبية (SCLC) عبر الجنوب بأساليب مثل المقاطعة وحملات تسجيل الناخبين وركوب الحرية وغيرها من الإجراءات غير العنيفة المباشرة، مثل المسيرات والاعتصامات والاعتصامات للتعبئة حول قضايا المساواة الوصول وحقوق التصويت. قاتل دعاة الفصل العنصري الجنوبيون لعرقلة الإصلاح. نما الصراع ليشمل العنف الجسدي المتصاعد بشكل مطرد، والتفجيرات والترهيب من قبل البيض الجنوبيين. رد تطبيق القانون على المتظاهرين بالهراوات وعصي الماشية الكهربائية وخراطيم الحريق والكلاب الهجومية والاعتقالات الجماعية. في ولاية فرجينيا، شن المشرعون في الولاية وأعضاء مجلس إدارة المدرسة وغيرهم من المسؤولين الحكوميين حملة من العرقلة والتحدي الصريح للاندماج تسمى المقاومة الجماعية. وقد استلزم سلسلة من الإجراءات لرفض تمويل الدولة للمدارس المتكاملة وبدلاً من ذلك تمويل «أكاديميات الفصل العنصري» التي يديرها القطاع الخاص للطلاب البيض. فارمفيل، فيرجينيا، في مقاطعة برينس إدوارد، كانت واحدة من مجتمعات الأمريكيين الأفارقة المدعين المشاركة في قضية براون ضد 1954. قرار مجلس التعليم والمحكمة العليا. كمحاولة أخيرة لتجنب إلغاء الفصل العنصري بأمر من المحكمة، أغلق المسؤولون في المقاطعة نظام المدارس العامة بالكامل في المقاطعة في عام 1959 وظل مغلقًا لمدة خمس سنوات. كان الطلاب البيض قادرين على الالتحاق بالمدارس الخاصة التي أنشأها المجتمع لغرض وحيد هو التحايل على الاندماج. لم يكن لدى السكان الريفيين السود في المقاطعة سوى القليل من سبل الانتصاف. تم تقسيم بعض العائلات لأن الآباء أرسلوا أطفالهم للعيش مع أقاربهم في مناطق أخرى للالتحاق بالمدارس العامة؛ لكن الغالبية العظمى من أطفال الأمير إدوارد الذين يزيد عددهم عن 2000 طفل، بالإضافة إلى العديد من البيض الفقراء، ظلوا ببساطة غير متعلمين حتى أجبرت المحكمة الفيدرالية المدارس على إعادة فتحها بعد خمس سنوات. 

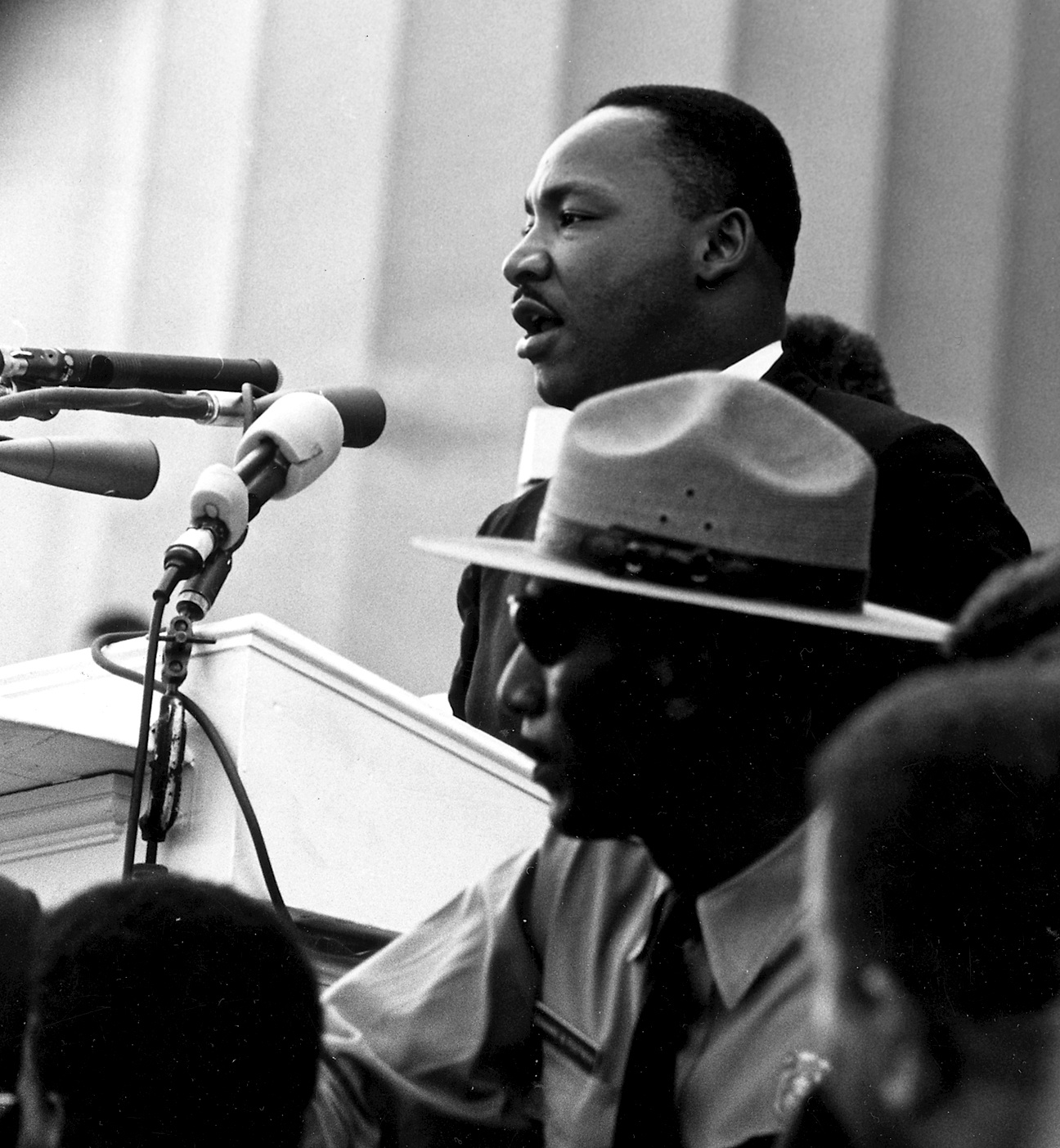
يلقي الدكتور مارتن لوثر كينغ جونيور خطابه الشهير «لدي حلم» خلال شهر مارس في واشنطن

ربما كانت ذروة حركة الحقوق المدنية هي مسيرة عام 1963 في واشنطن للوظائف والحرية، والتي جلبت أكثر من 250000 متظاهر إلى أراضي نصب لنكولن التذكاري والمركز الوطني في واشنطن العاصمة، للتحدث علانية من أجل إنهاء الجنوب. العنف العنصري ووحشية الشرطة، تكافؤ الفرص في العمل، المساواة في الحصول على التعليم والمرافق العامة أُطلق على منظمي المسيرة اسم «الستة الكبار» لحركة الحقوق المدنية: بايارد روستين الاستراتيجي الذي أطلق عليه «الرجل الخفي» لحركة الحقوق المدنية؛ منظم العمال ومبادر المسيرة، أ. فيليب راندولف؛ روي ويلكينز من الجمعية الوطنية للنهوض بالملونين؛ ويتني يونغ الابن من الرابطة الحضرية الوطنية؛ مارتن لوثر كينغ جونيور من مؤتمر القيادة المسيحية الجنوبية (SCLC). جيمس فارمر من الكونغرس المعني بالمساواة العرقية؛ وجون لويس من لجنة التنسيق الطلابية اللاعنفية (SNCC). كانت دوروثي هايت، رئيسة المجلس الوطني للمرأة الزنجية، نشطة أيضًا خلف الكواليس وشاركت المنصة مع د. في هذا الحدث، على درجات نصب لنكولن التذكاري، ألقى كينغ خطابه التاريخي «لدي حلم». 
هذه المسيرة، الحملة الصليبية للأطفال في برمنغهام عام 1963، وأحداث أخرى كان لها الفضل في الضغط على الرئيس جون إف كينيدي، ثم ليندون جونسون، والتي بلغت ذروتها في إقرار قانون الحقوق المدنية لعام 1964 الذي يحظر التمييز في الأماكن العامة والتوظيف. والنقابات العمالية. 

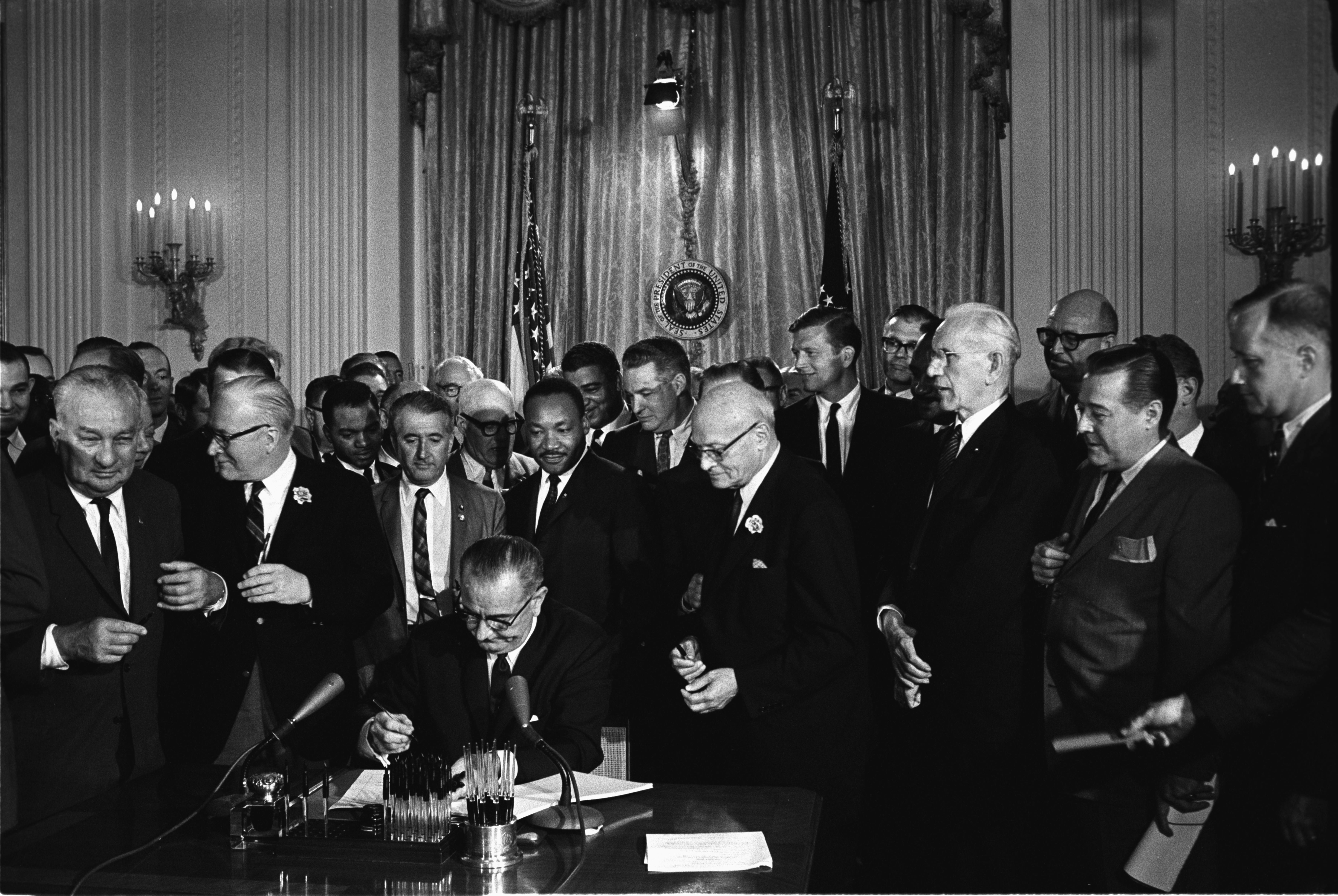
الرئيس جونسون يوقع قانون الحقوق المدنية التاريخي لعام 1964.

جلب «صيف الحرية في ميسيسيبي» عام 1964 الآلاف من الشباب المثاليين، من السود والبيض، إلى الولاية لإدارة «مدارس الحرية»، لتعليم أساسيات محو الأمية والتاريخ والتربية المدنية. متطوعون آخرون شاركوا في حملات تسجيل الناخبين. اتسم الموسم بالمضايقات والترهيب والعنف ضد العاملين في مجال الحقوق المدنية وعائلاتهم المضيفة. استحوذ اختفاء ثلاثة شبان هم جيمس تشاني وأندرو جودمان ومايكل شويرنر في فيلادلفيا بولاية ميسيسيبي على انتباه الأمة. بعد ستة أسابيع، عثر الباحثون على جثة تشاني، وهو رجل أسود، تعرض للضرب المبرح، في سد موحل إلى جانب رفات رفيقيه البيض، اللذين قُتلوا بالرصاص. كان هناك غضب وطني بسبب تصاعد الظلم في «صيف الدم في المسيسيبي»، كما أصبح معروفاً في ذلك الوقت، ومن وحشية جرائم القتل. 
في عام 1965، ألهمت حركة سلمى لحقوق التصويت، ومسيرات سلمى إلى مونتغمري، والقتل المأساوي لاثنين من الناشطين المرتبطين بالمسيرة، الرئيس ليندون جونسون للمطالبة بقانون حقوق التصويت الكامل لعام 1965، الذي أزال الحواجز أمام منح السود حق التصويت.. في عام 1966، كانت حركة الإسكان المفتوحة في شيكاغو، والتي أعقبها إقرار قانون الإسكان العادل لعام 1968، تتويجا لأكثر من عقد من التشريعات الرئيسية خلال حركة الحقوق المدنية. 
بحلول هذا الوقت، كان الأمريكيون الأفارقة الذين شككوا في فعالية الاحتجاج اللاعنفي قد اكتسبوا صوتًا أكبر. دعا القادة السود الأكثر تشددًا، مثل مالكولم إكس من أمة الإسلام وإلدريدج كليفر من حزب الفهود السود، السود للدفاع عن أنفسهم، باستخدام العنف، إذا لزم الأمر. من منتصف الستينات إلى منتصف السبعينات، حثت حركة القوة السوداء الأمريكيين من أصل أفريقي على التطلع إلى أفريقيا للحصول على الإلهام وشددت على التضامن الأسود بدلاً من التكامل. 

## عصر ما بعد الحقوق المدنية للتاريخ الأفريقي الأمريكي

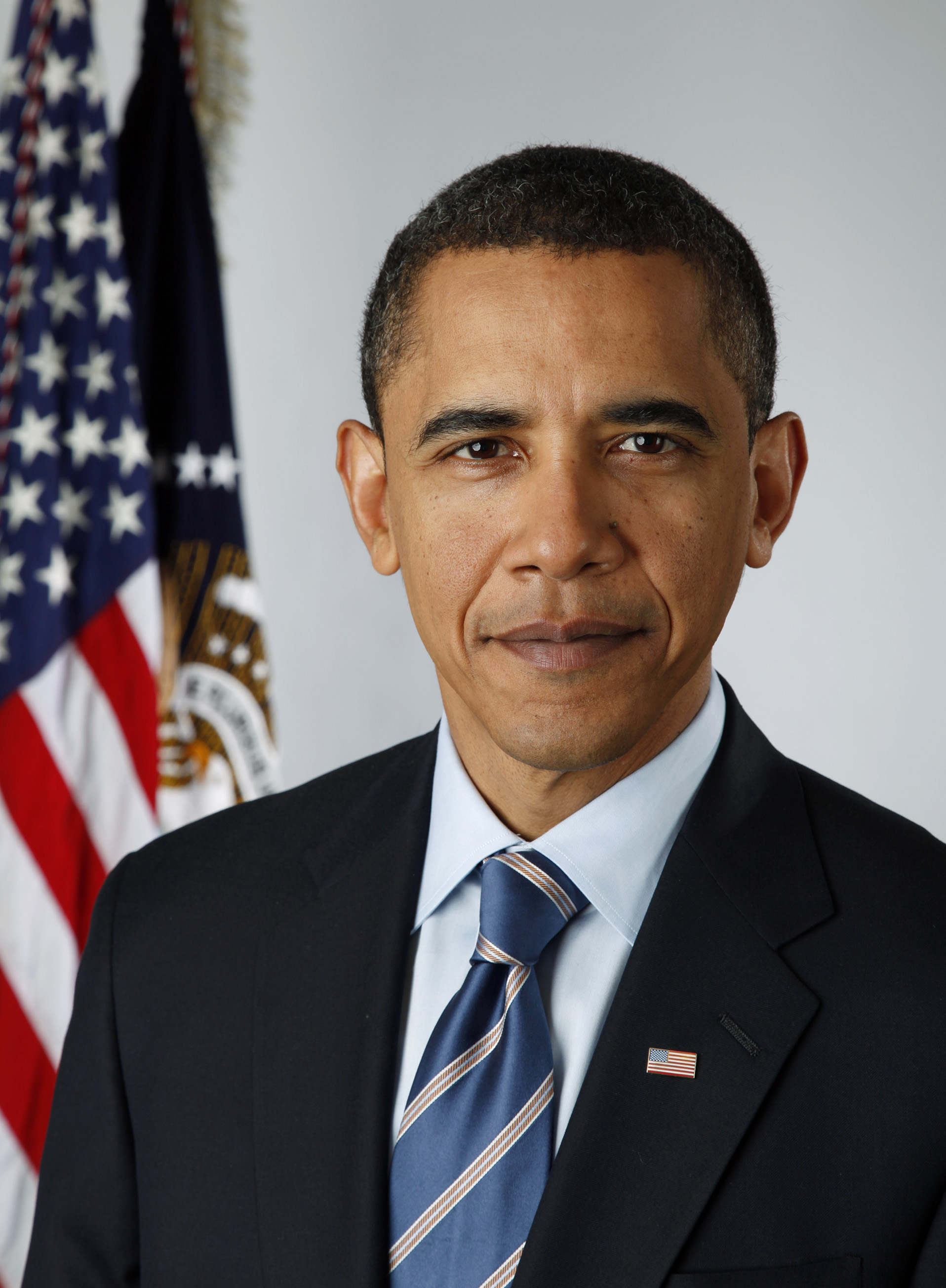
باراك أوباما، أول رئيس أمريكي من أصل أفريقي للولايات المتحدة

سياسيًا واقتصاديًا، قطع السود خطوات كبيرة في حقبة ما بعد الحقوق المدنية. جلب زعيم الحقوق المدنية جيسي جاكسون، الذي ترشح عن الحزب الديمقراطي للرئاسة في عامي 1984 و1988، دعمًا ونفوذًا غير مسبوقين للسود في السياسة.
في عام 1989، أصبح دوجلاس وايلدر أول حاكم أمريكي من أصل أفريقي منتخب في تاريخ الولايات المتحدة. في عام 1992 أصبحت كارول موسلي براون من إلينوي أول امرأة سوداء تنتخب لعضوية مجلس الشيوخ الأمريكي. كان هناك 8936 موظفًا أسودًا في الولايات المتحدة في عام 2000، مما يدل على زيادة صافية قدرها 7467 منذ عام 1970. في عام 2001 كان هناك 484 عمدة سود.
يشكل أعضاء الكونغرس الأمريكيون من أصل أفريقي وعددهم 39 عضوا كتلة الكونجرس السوداء، والتي تعمل ككتلة سياسية للقضايا المتعلقة بالأمريكيين الأفارقة. تعيين السود في المناصب الفيدرالية العليا مثل الجنرال كولن باول، رئيس هيئة الأركان المشتركة للقوات المسلحة الأمريكية، 1989-1993، وزير خارجية الولايات المتحدة، 2001-2005؛ كوندوليزا رايس، مساعدة الرئيس لشؤون الأمن القومي، 2001-2004، وزيرة الخارجية، 2005-2009؛ رون براون، وزير التجارة الأمريكي، 1993-1996؛ وقضاة المحكمة العليا ثورغود مارشال وكلارنس توماس يوضح أيضًا زيادة ظهور السود في الساحة السياسية.
كان التقدم الاقتصادي للسود الذين بلغوا أقصى درجات الثروة بطيئًا. وفقًا لقوائم فوربس الأكثر ثراءً، كانت أوبرا وينفري أغنى أمريكي من أصل أفريقي في القرن العشرين وكانت الملياردير الأسود الوحيد في العالم في أعوام 2004 و2005 و2006. لم تكن وينفري الملياردير الأسود الوحيد في العالم فحسب، بل كانت الشخص الأسود الوحيد في قائمة فوربس 400 كل عام تقريبًا منذ عام 1995. انضم إليها بوب جونسون مؤسس بي إي تي (BET) لفترة وجيزة في القائمة من 2001 إلى 2003 قبل أن تحصل زوجته السابقة على جزء من ثروته؛ على الرغم من عودته إلى القائمة في عام 2006، إلا أنه لم يحضرها في عام 2007. مع وينفري الأمريكي الوحيد من أصل أفريقي الأثرياء بما يكفي لتصنيفه بين أغنى 400 شخص في أمريكا، السود حاليًا 0.25% من النخبة الاقتصادية الأمريكية ويشكلون 13% من سكان الولايات المتحدة.
جاء الاختراق السياسي الدراماتيكي في انتخابات عام 2008، بانتخاب باراك أوباما، ابن أب كيني أسود وأم أمريكية بيضاء. حصل على دعم ساحق من الناخبين الأمريكيين من أصل أفريقي في الانتخابات التمهيدية للحزب الديمقراطي، حتى مع حصول خصمه الرئيسي هيلاري كلينتون على دعم العديد من السياسيين السود. واصل الأمريكيون الأفارقة دعم أوباما طوال فترة ولايته. بعد انتهاء ولايته الأولى، ترشح أوباما لولاية ثانية. في عام 2012، فاز في الانتخابات الرئاسية ضد المرشح ميت رومني وأعيد انتخابه رئيسًا للولايات المتحدة.
إن حقبة ما بعد الحقوق المدنية جديرة بالملاحظة أيضًا بالنسبة للهجرة الكبرى الجديدة، حيث عاد الملايين من الأمريكيين الأفارقة إلى الجنوب بما في ذلك تكساس وجورجيا وفلوريدا وكارولاينا الشمالية، غالبًا لمتابعة الفرص الاقتصادية المتزايدة في مدن جنوبية أصبحت الآن منفصلة عن الفصل العنصري.
في 11 أغسطس 2020، أُعلِنَت كامالا هاريس (عن ولاية كاليفورنيا) كأول امرأة أمريكية من أصل أفريقي تترشح لمنصب نائب الرئيس على تذكرة رئاسية لحزب رئيسي.

### القضايا الاجتماعية
بعد مكاسب حركة الحقوق المدنية في الخمسينات والسبعينات من القرن العشرين، بسبب إهمال الحكومة والسياسات الاجتماعية غير المواتية ومعدلات الفقر المرتفعة والتغييرات المطبقة في نظام العدالة الجنائية والقوانين والانهيار في وحدات الأسرة التقليدية، عانت المجتمعات الأمريكية الأفريقية من معدلات السجن المرتفعة للغاية. الأمريكيون الأفارقة لديهم أعلى معدل سجن بين أي مجموعة عرقية رئيسية في العالم. إن الولايات الجنوبية، التي تورطت تاريخياً في العبودية وقمع ما بعد إعادة الإعمار، تحتضن الآن أعلى معدلات السجن وتطبيق عقوبة الإعدام.

## التأريخ
طالما كان تاريخ العبودية موضوع بحث رئيسي للباحثين البيض، ولكن حتى خمسينات القرن العشرين ركز الباحثون بشكل عام على الموضوعات السياسية والدستورية كما ناقشها السياسيون البيض. لم يدرسوا حياة العبيد السود. خلال عصر إعادة الإعمار وأواخر القرن التاسع عشر، أصبح السود فاعلين رئيسيين في الجنوب. قامت مدرسة دانينغ للعلماء البيض عمومًا بتصوير السود على أنهم بيادق من كاربتباغجرز الأبيض خلال هذه الفترة، لكن المؤرخ الأسود دو بويز والمؤرخ الأبيض أولريش بونيل فيليبس، درسوا التجربة الأمريكية الأفريقية بعمق. قدمت دراسة دو بويز لإعادة الإعمار سياقًا أكثر موضوعية لتقييم إنجازاتها ونقاط ضعفها؛ بالإضافة إلى ذلك، أجرى دراسات عن الحياة السوداء المعاصرة. حدد فيليبس الموضوعات الرئيسية للبحث التي لا تزال توجه تحليل اقتصاديات العبيد.
خلال النصف الأول من القرن العشرين، أصرّ كارتر ودسون -الباحث الأسود الرئيسي الذي يدرس ويعزز التجربة التاريخية السوداء- على أن تكون دراسة المنحدرين من أصل أفريقي سليمة علميًا وخلاقة وتصالحية، والأهم من ذلك أنها ذات صلة مباشرة بالمجتمع الأسود. نشر ودسون التاريخ الأسود من خلال مجموعة متنوعة من الاستراتيجيات المبتكرة، بما في ذلك أنشطة التوعية بدراسة حياة الزنوج، وأسبوع تاريخ الزنوج (الآن شهر التاريخ الأسود، في فبراير)، ومجلة التاريخ الأسود الشهيرة. أضاف ودسون الطابع الديمقراطي على التاريخ الأسود وإضفاء الشرعية عليه ونشره.
كان لبنجامين كوارلز (1904-1996) تأثير كبير على تدريس التاريخ الأفريقي الأمريكي. قدم كوارلز وجون هوب فرانكلين جسرًا بين عمل المؤرخين في جامعات وكليات السود التاريخية، مثل ودسون، والتاريخ الأسود الذي أصبح راسخًا الآن في الجامعات الرئيسية. نشأ كوارلز في بوسطن، والتحق بجامعة شو عندما كان طالبًا جامعيًا، وحصل على درجة الدراسات العليا من جامعة ويسكونسن. بدأ في عام 1953 التدريس في كلية مورغان في بالتيمور، إذ مكث فيها على الرغم من العرض المربح من جامعة جونز هوبكنز. تضمنت كتب كوارلز الزنوج في الثورة الأمريكية (1961)، ودعاة إلغاء عبودية السود (1969)، والزنوج في الحرب المدنية (1953)، ونيكولن والزنوج (1962)، والتي كانت عبارة عن كتب سردية لفترات الحرب الحرجة التي ركزت على كيف تفاعل السود مع حلفائهم البيض.
حاول التاريخ الأسود عكس قرون من الجهل. في حين أن المؤرخين السود لم يكونوا وحدهم في الدعوة إلى فحص جديد للرق والعنصرية في الولايات المتحدة، كانت دراسة التاريخ الأفريقي الأمريكي غالبًا صراعًا سياسيًا وأكاديميًا لتغيير الافتراضات. كان من أهم الافتراضات أن المستعبدين سلبيون ولم يتمردوا. قامت سلسلة من المؤرخين بتحويل صورة الأمريكيين من أصل أفريقي، وكشفوا عن تجربة أكثر ثراءً وتعقيدًا. أظهر مؤرخون مثل ليون إف ليتواك كيف حارب المستعبدون السابقون للحفاظ على عائلاتهم معًا وكافحوا ضد الصعاب الهائلة لتعريف أنفسهم بأنهم أحرار. كتب آخرون عن الثورات الصغيرة والكبيرة.
في القرن الحادي والعشرين، يعتبر التاريخ الأسود سائدًا. منذ إعلانه من قبل الرئيس جيمي كارتر، يُحتفل به في فبراير من كل عام في الولايات المتحدة خلال «شهر تاريخ السود». يعتقد أنصار التاريخ الأسود أنه يعزز التنوع ويطور احترام الذات ويصحح الخرافات والصور النمطية. يجادل المعارضون بأن مثل هذه المناهج غير شريفة ومثيرة للانقسام وتفتقر إلى المصداقية الأكاديمية والصرامة.

### معرفة التاريخ الأسود
أظهرت الدراسات الاستقصائية لطلاب الصفين الحادي عشر والثاني عشر والبالغين في عام 2005 أن المدارس الأمريكية أعطت الطلاب وعيًا ببعض الشخصيات الشهيرة في تاريخ السود. طُلب من كلتا المجموعتين تسمية 10 أميركيين مشهورين، باستثناء الرؤساء. من بين هؤلاء، كان الثلاثة الأكثر ذكرًا هم من السود: 67% منهم مارتن لوثر كينغ جونيور، 60% روزا باركس، 44% هارييت توبمان. بين البالغين، احتل كينغ المرتبة الثانية (بنسبة 36%)، واحتلت باركس المرتبة الرابعة بنسبة 30%، بينما تعادلت توبمان في المركز العاشر مع هنري فورد بنسبة 16%. عندما طُلب من المؤرخين البارزين في عام 2006 تسمية أبرز الأمريكيين، لم تكن باركس وتوبمان في قائمة أفضل 100 شخص.

### علماء التاريخ الأفريقي الأمريكي
- إيرا برلين
- جون ويزلي بلاسينجيم
- جون هنريك كلارك
- دو بويز
- إليزابيث فوكس جينوفيز
- جون هوب فرانكلين
- هنري لويس غيتس
- يوجين جينوفيز
- لورينزو غريني
- هربرت غوتمان
- ستيفن هان (مؤرخ)
- فنسنت هاردينغ
- أسا غرانت هيليارد الثالث
- ويليام لورين كاتس
- مالكوم إكس
- ثورغود مارشال
- نيل إيرفين بينتر
- روزا باركس
- سيدريك روبنسون
- جويل أغسطس روجرز
- تشارلز إتش ويسلي
- إيزابيل ويلكيرسون
- كارتر جي. ودسون